# Sylvester Stallone
Sylvester Gardenzio Stallone (IPA: [stəˈloʊn]; New York, 6 luglio 1946) è un attore, sceneggiatore, regista, produttore cinematografico, scrittore e pittore statunitense, principalmente conosciuto per l'interpretazione di due tra i più iconici personaggi della storia del cinema, il pugile Rocky Balboa e il reduce della guerra del Vietnam John Rambo, protagonisti di due popolari saghe cinematografiche iniziate con le pellicole Rocky (1976) e Rambo (1982).
Noto anche per aver girato di persona la maggior parte dei suoi stunt nei film d'azione, nel 2010 ha dato vita alla serie di film I mercenari (The Expendables), creata per omaggiare i blockbuster d'azione degli anni ottanta e novanta, in cui ha riunito vecchie e nuove star del cinema d'azione, genere cinematografico del quale è stato star indiscussa negli anni ottanta e uno degli esponenti più rappresentativi e di maggiore successo di sempre.

Firma di Sylvester Stallone

Stallone, soprannominato Sly, ha legato la sua fama all'interpretazione di personaggi che riescono "a prendersi la rivincita su una società spesso chiusa e corrotta, superando avversità e ingiustizie grazie alla propria forza di volontà e fisica". Nel 2015 riprende il ruolo del pugile Rocky Balboa nel film Creed - Nato per combattere, per il quale vince il Golden Globe per il miglior attore non protagonista e viene candidato ai premi Oscar 2016 nella categoria di miglior attore non protagonista, 39 anni dopo le due candidature ai premi Oscar 1977 nella categoria miglior attore e migliore sceneggiatura originale per il primo Rocky.
Stallone ha scritto e diretto molti dei film che ha interpretato. I film con protagonista Stallone hanno superato un incasso totale di oltre 4 miliardi di dollari. Il suo nome è presente tra le celebrità della nota Hollywood Walk of Fame di Los Angeles dal 14 giugno 1984.

## Biografia

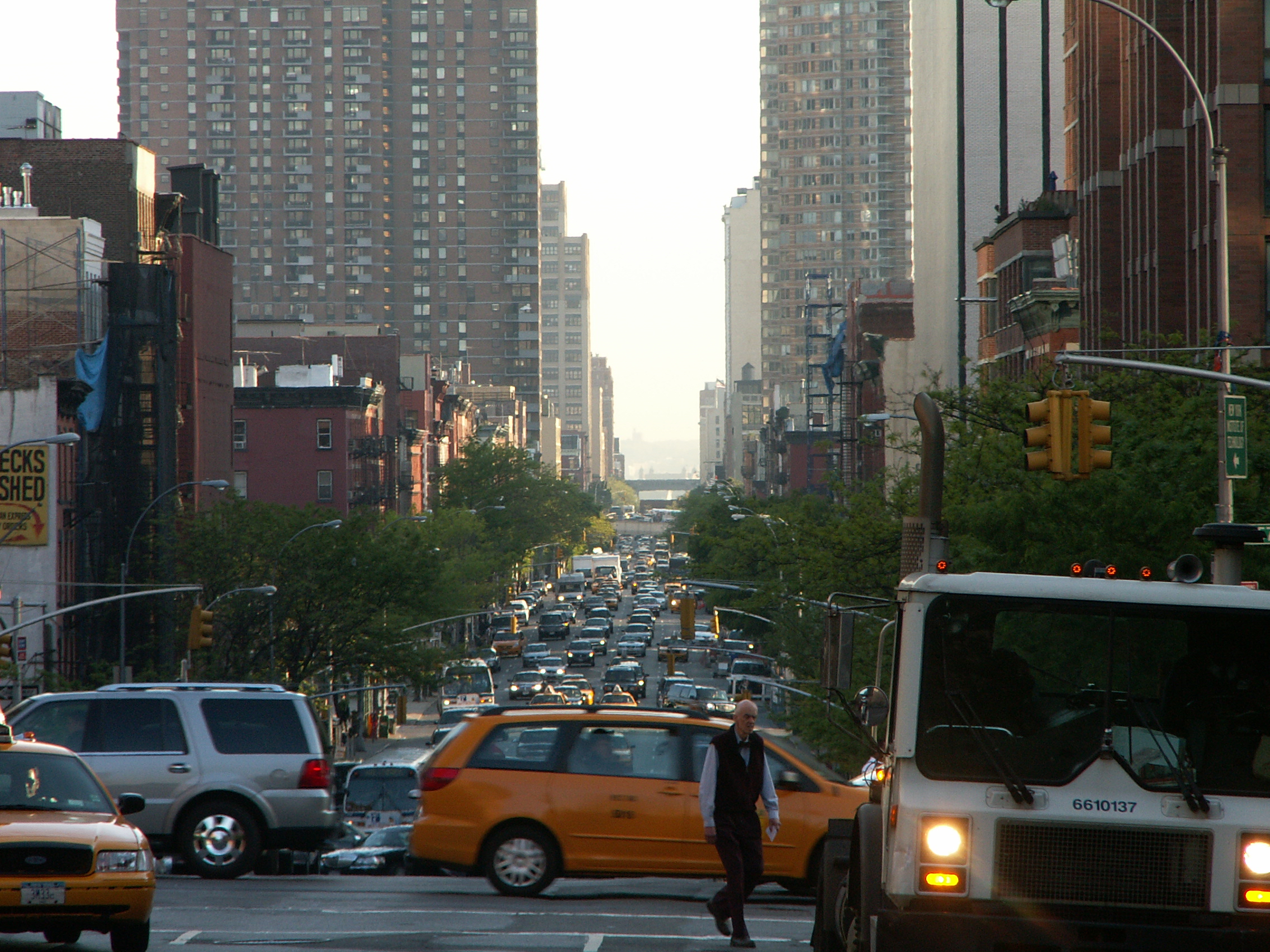
Una delle strade di Hell's Kitchen, la 10th Ave, quartiere di Manhattan (New York) dove è nato Sylvester Stallone

Nasce presso un istituto di carità di Hell's Kitchen, un quartiere di Manhattan (New York), il 6 luglio 1946, da Frank Stallone (1919-2011), barbiere nato in Puglia, a sua volta figlio di Silvestro Stallone (1883-1963) e Pulcheria Nicastri (1890-1973), originari di Gioia del Colle (in provincia di Bari) ed emigrati negli USA all'inizio degli anni 1930, e da Jacqueline Labofish (1921-2020), astrologa statunitense, figlia di un ebreo ucraino, originario di Odessa, John Paul Labofish (1891-1956), e di una cattolica francese, originaria di Brest, Jeanne Victoria Anne "Adrienne" Clerec (1896-1974). Il 30 luglio 1950 nasce il secondogenito Frank Jr., futuro cantante e musicista, con qualche incursione nel mondo del cinema.
Durante il parto, la rescissione del nervo facciale, dovuta all'uso del forcipe, gli causò una lieve paresi del lato sinistro del volto; durante l'adolescenza Stallone soffrì anche di rachitismo, cosa che gli causò molti problemi fisici. Nel 1951 la famiglia Stallone si trasferisce nel Maryland e in seguito i genitori si separano: la madre, con problemi di alcolismo, se ne va di casa e i bambini rimangono a vivere col padre, un uomo molto severo negli insegnamenti e molto violento. Il giovane Sylvester trovava rifugio nei cinema, guardando ogni tipo di film, ma furono i muscoli di Steve Reeves, l'Ercole del peplum italiano, a colpirlo a 12 anni, quando lo vide per la prima volta sullo schermo. Era quello il modello da seguire, il modello che avrebbe influenzato per sempre la sua vita e la sua carriera cinematografica, il culto dell'eroe che salva le persone, che supera le avversità con la volontà e la forza fisica, che lotta fino al trionfo del bene sul male.
All'età di 15 anni si trasferisce a Filadelfia con la madre, il secondo marito di lei, la sorellastra Toni Ann e il fratello Frank, con cui frequenta la Abraham Lincoln High School, ma a differenza del fratello non vi si diploma. Oltre a praticare il football e la scherma, inizia ad allenarsi nella palestra Barbella's gestita dalla madre. Frequenta poi la Devereaux Manor High School e dopo il diploma, ottiene una borsa di studio per meriti sportivi all'American College in Svizzera. Nel college svizzero inizia a recitare negli spettacoli teatrali, dove spicca nel ruolo di Biff nell'opera Morte di un commesso viaggiatore.
Lo sport lo aiuta a superare i problemi fisici avuti nell'infanzia e la borsa di studio gli dà la possibilità di iscriversi alla University of Miami in Florida dove sceglie la facoltà di arte drammatica e recita anche in alcuni spettacoli studenteschi. Per frequentare l'università si mantiene con numerosi piccoli lavori, tra cui il parrucchiere, l'inserviente al Central Park Zoo di New York e il bigliettaio di un cinema. Nel 1969 decide di abbandonare il suo corso di studio e di tornare nella sua città natale, New York, dove intraprenderà la carriera cinematografica. In questo periodo visse in uno stato di profonda indigenza e persino un periodo come senzatetto.
Nel 1999 gli viene conferita la laurea in recitazione dall'Università di Miami (Bachelor of Fine Arts) per la sua notevole carriera. Il 16 febbraio 2007 Stallone, in Australia per promuovere Rocky Balboa, viene fermato dai funzionari doganali all'aeroporto di Sydney. L'attore viene trovato in possesso di grandi quantità di anabolizzanti: 4 fiale di testosterone e 48 di Somatotropina, noto anche col nome GH (Growth Hormone), cioè Ormone della Crescita. I rappresentanti della legge australiana non esitano a indagare sull'attore statunitense. Incriminato con l'accusa di importazione illegale di sostanze proibite, finisce sotto processo dove Stallone riconosce la sua colpevolezza per uso di sostanze dopanti, sostenendo che sono composti da lui utilizzati durante la sua oltre trentennale carriera di attore anche per il loro potere curativo contro alcune malattie della vecchiaia.
Nel dicembre 2016 viene annunciato che Donald Trump, neo Presidente eletto degli Stati Uniti d'America, starebbe pensando a Stallone per la presidenza del National Endowment for the Arts, l’agenzia federale che offre supporto e fondi ai più promettenti progetti artistici, dal cinema alla letteratura. In un comunicato ufficiale Stallone declina però l’offerta e prova a consigliare al neo Presidente un altro possibile impiego, a lui evidentemente più congeniale, dichiarando:
(Sylvester Stallone)

## Vita privata

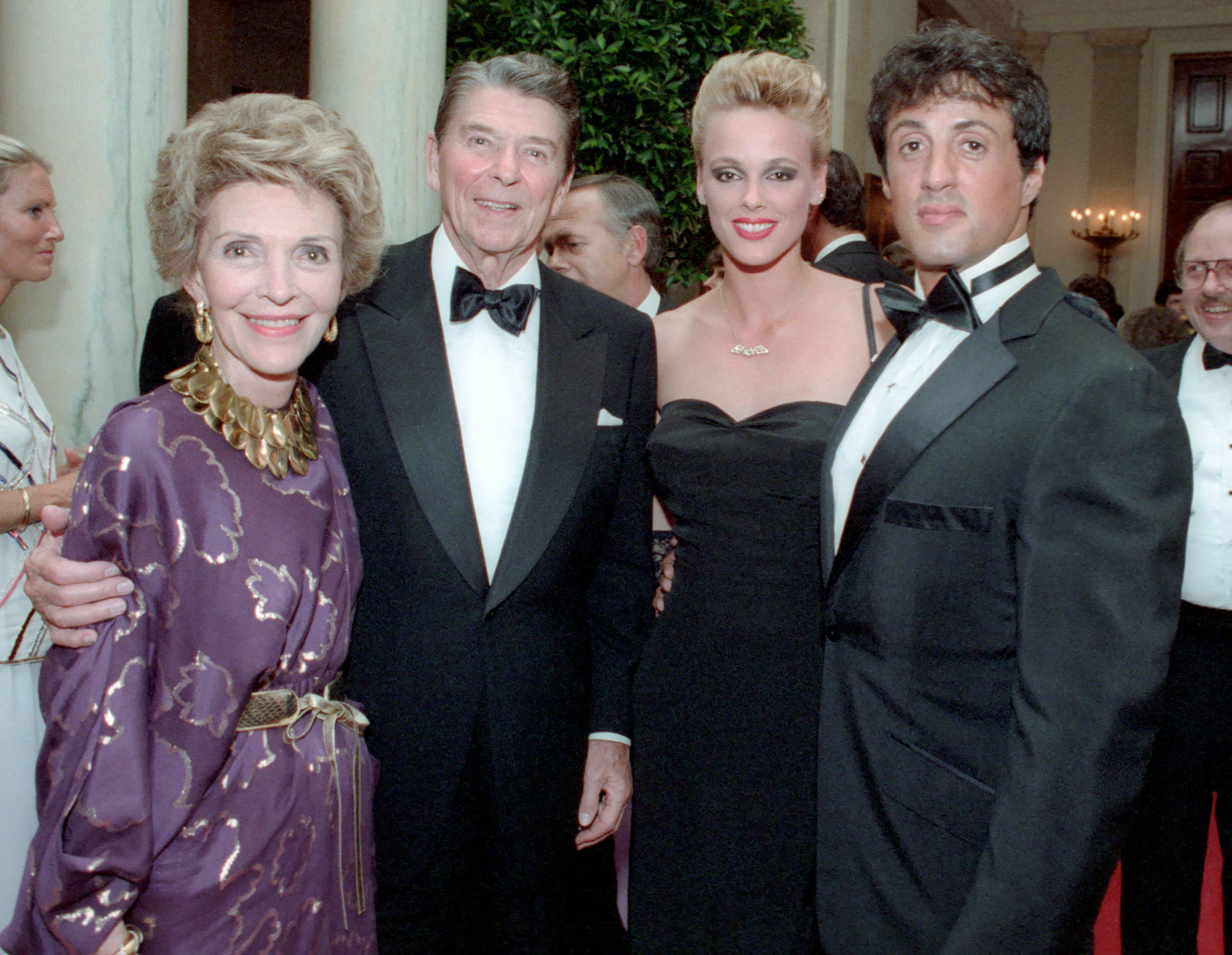
Da sinistra la first lady Nancy Reagan, il Presidente degli Stati Uniti d'America Ronald Reagan, Brigitte Nielsen e Sylvester Stallone nel 1985

Dopo aver intrapreso la carriera di attore, il 28 dicembre 1974 sposa l'attrice Sasha Czack, sua collega ai tempi del Baronet, dove Stallone vendeva i biglietti del teatro e Sasha svolgeva altri ruoli: da questo matrimonio la coppia ha due figli, Sage Stallone, che sarebbe diventato attore e regista, e il secondogenito Seargeoh "Seth", nato con una forma di autismo, che compare in Rocky II nella parte del figlio appena nato di Rocky. Durante il matrimonio con la Czack, nel 1980, Stallone ha una relazione con l'attrice e cantante Susan Anton, per poi ricongiungersi con la moglie facendola venire a Budapest dove stava girando Fuga per la vittoria. Stallone divorzia dalla Czack il 14 febbraio 1985.
Nel giugno 1985 conosce la modella e attrice danese Brigitte Nielsen, in quel periodo a New York per promuovere il film Yado con Arnold Schwarzenegger. Dopo un breve fidanzamento, il 15 dicembre 1985 Stallone e la Nielsen si sposano nell'abitazione del produttore Irwin Winkler: ma dopo molti scandali arriva il divorzio, il 13 luglio 1987.
In seguito, dopo alcuni flirt con le modelle Naomi Campbell, Janice Dickinson, Tamara Beckwith, Mary Hart e Andrea Wieser, le attrici Angie Everhart, Jami Gertz e Joyce Ingalls, Stallone si risposa il 17 maggio 1997 con la modella Jennifer Flavin, conosciuta anni prima in un ristorante a Beverly Hills per caso. Da questo matrimonio nascono tre figlie: Sophie Rose (1996), Sistine Rose (1998) e Scarlet Rose (2002).
Il 26 agosto 2012 muore la sorellastra Toni-Ann Filiti; aveva 48 anni e da tempo era affetta da un cancro ai polmoni.
Alla fine degli anni 2000, Stallone ha ricoperto di tatuaggi le spalle e una parte di petto e braccia, per nascondere le cicatrici accumulate girando film d'azione. Questi tatuaggi sono apparsi per la prima volta nel film I mercenari - The Expendables (2010).
L'attore si dice che abbia un quoziente d'intelligenza di 160 (voce non confermata da fonti affidabili) ed è membro del Mensa.
Il 6 settembre 2023 Stallone ha ricevuto la cittadinanza onoraria a Gioia del Colle, città di origine del nonno paterno.

### La morte del figlio Sage

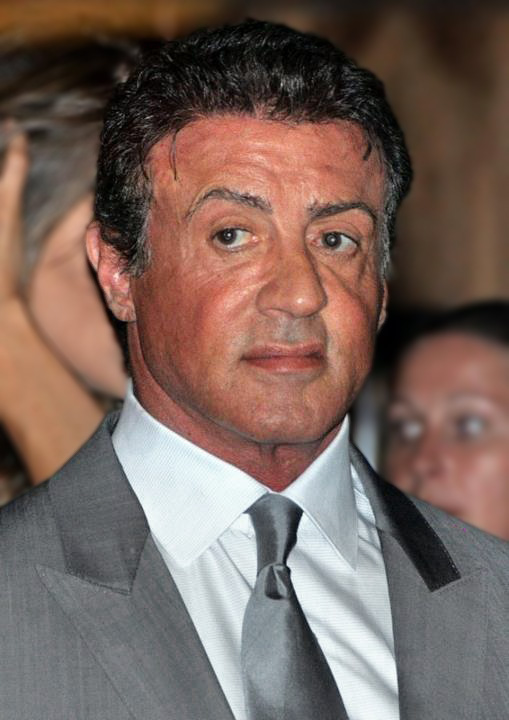
Sylvester Stallone a Parigi alla prima del film I mercenari 2 nel 2012

Il 13 luglio 2012 è stato trovato morto suo figlio Sage Stallone; aveva 36 anni ed era noto per aver recitato con il padre in Rocky V e in Daylight - Trappola nel tunnel. Il 15 luglio Sylvester Stallone contatta il sito TMZ.com e lascia la prima dichiarazione diretta, senza portavoce.
(Sylvester Stallone)
Il 30 agosto 2012 i risultati dell'autopsia svolta sul corpo di Sage svelano che il giovane è morto per arresto cardiaco causato da una arteriosclerosi; erano completamente assenti tracce di droga, fu rilevata una piccola quantità di antidolorifico che però non sarebbe bastato a ucciderlo.
Nel novembre successivo, l'attore torna a parlare della tragedia che l'ha colpito in una rivista inglese:
(Sylvester Stallone)

### Posizioni politiche
Politicamente è stato spesso ritenuto vicino al Partito Repubblicano statunitense; ha sostenuto la campagna presidenziale di John McCain durante le elezioni presidenziali del 2008, mentre ha speso parole di apprezzamento per Donald Trump, pur senza fare un vero e proprio sostegno, in occasione delle elezioni presidenziali del 2016. Stallone però ha chiarito come preferisca stare fuori dalla politica nonostante sia stato etichettato erroneamente come repubblicano per aver interpretato personaggi patriottici come John Rambo e Rocky Balboa, aggiungendo: «Non credo che si possa essere totalmente di una parte politica per sempre. Allora si chiude la mente a tutti i tipi di possibilità. È solo una questione di chi è meglio in quel momento per quello che sta succedendo sul pianeta» e, quando nel 2016 gli è stato chiesto se sostenesse la campagna di Trump, Stallone ha ammesso di essere, in effetti, un fan di Trump, anche se ha chiarito di non essere sicuro se sarebbe stato un candidato adatto al ruolo di presidente degli Stati Uniti, affermando: «Amo Donald Trump. È un grande personaggio dickensiano. Sai cosa intendo? Ci sono certe persone come Arnold [Schwarzenegger], Babe Ruth, che sono più grandi della vita, ma non so come questo si traduca nella capacità di governare il mondo». Nel novembre 2024 dopo le elezioni presidenziali, durante un evento a Mar-a-Lago introduce il presidente eletto Trump definendolo "il secondo George Washington" e "personaggio mitico" sostenendolo appieno.
Il 16 gennaio 2025 è stato annunciato da Trump che Stallone ricoprirà un ruolo come ambasciatore speciale a Hollywood del presidente, assieme ai colleghi Jon Voight e Mel Gibson; con l'obiettivo che questi attori rendano Hollywood "più forte che mai riportando indietro il business perso a favore di paesi stranieri".

## Carriera

### Anni settanta: gli inizi difficili e il successo mondiale

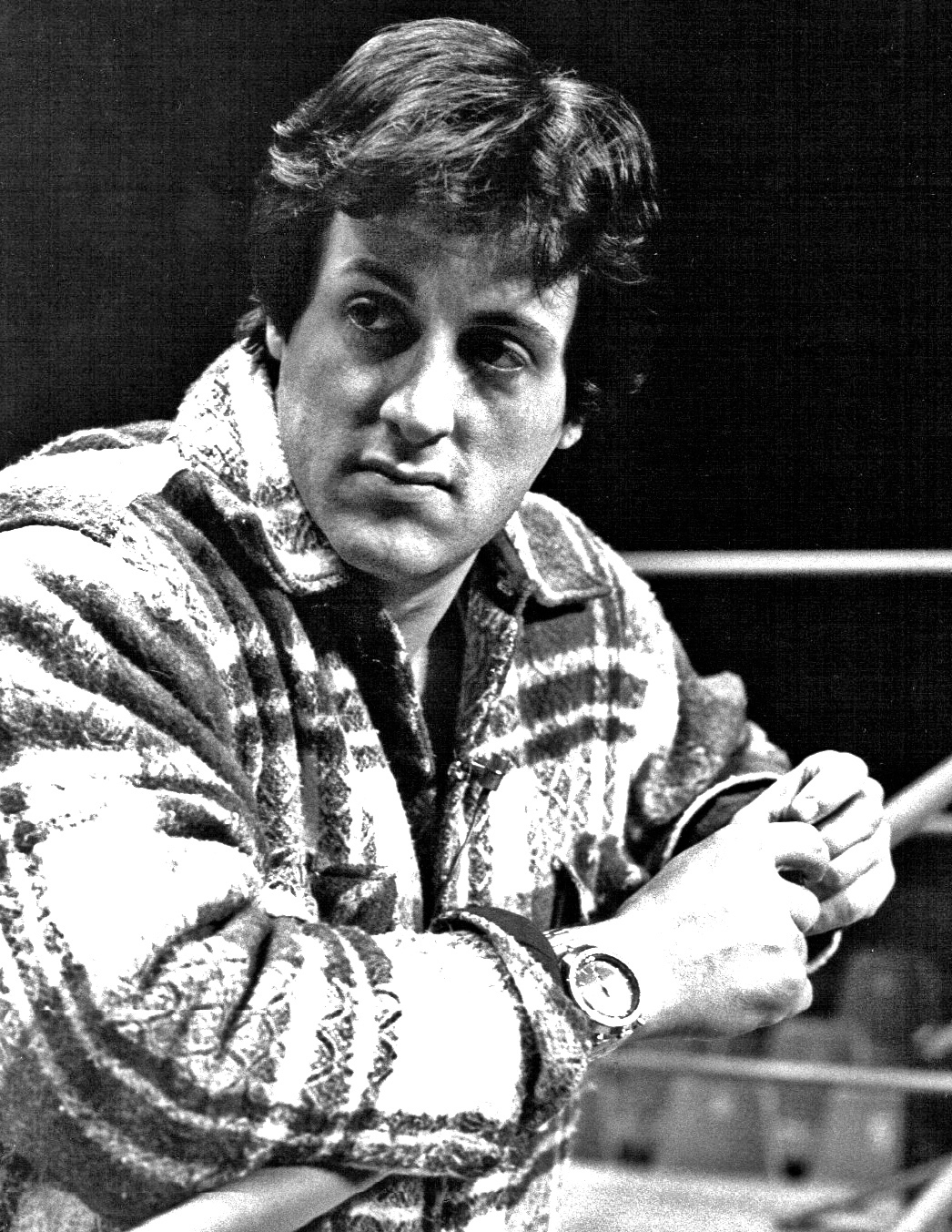
Sylvester Stallone nel 1977

Tornato a New York nel 1969, dopo l'esperienza universitaria a Miami, Stallone inizia a partecipare a piccole produzioni off-Broadway. Scrive varie sceneggiature e copioni sotto nomi fittizi, come Q Moonblood. In questo periodo scrisse anche un romanzo intitolato Taverna Paradiso, ma all'epoca non riuscì a trovare nessun editore disposto a pubblicarlo.
Ottiene la sua prima apparizione cinematografica con il film porno-soft Porno proibito, per il quale venne pagato con un compenso di 200 dollari. Stallone successivamente raccontò di aver deciso di prender parte al film per disperazione dopo essere stato sfrattato dal suo appartamento ed esser costretto a vivere come senzatetto. Affermò inoltre di aver dormito per tre settimane alla stazione degli autobus di New York prima di aver visto l'annuncio per partecipare alle riprese del film. Il film uscì nuovamente alcuni anni dopo col titolo di Italian Stallion, per seguire la scia del successo di Rocky. Nel 1970 ottiene il suo primo ruolo da protagonista in una pellicola cinematografica, recitando nel film Fuga senza scampo, interpretando un giovane leader studentesco che si unisce a un gruppo di terroristi che organizza un attentato.
Nel 1971 è nella pellicola Una squillo per l'ispettore Klute, di Alan J. Pakula e l'anno dopo partecipa a un provino per recitare nel film di Francis Ford Coppola, Il padrino, ma non viene scritturato. Nello stesso anno venne prima diretto in una piccola parte da Woody Allen nel film Il dittatore dello stato libero di Bananas, in seguito ottiene un ruolo minore in un'opera teatrale erotica off-Broadway di nome Score. Dopo 5 anni di permanenza a New York, nel 1974 si trasferisce a Los Angeles. Nello stesso anno è uno dei protagonisti nel film Happy Days - La banda dei fiori di pesco, dove recita insieme a Henry Winkler, Perry King e Susan Blakely. Nonostante il film non abbia niente a che vedere con la serie TV Happy Days, Henry Winkler ha raccontato di avere costruito l'indimenticabile personaggio di Fonzie, interpretato da lui stesso nella famosa serie televisiva, proprio ispirandosi alla caratterizzazione fatta da Stallone nel film del 1974.
Nel 1975 partecipa ad altre produzioni: recita come comparsa in Prigioniero della seconda strada nel ruolo di un giovane erroneamente scambiato per borseggiatore e in Marlowe, il poliziotto privato di Dick Richards. Ottiene un ruolo più di rilievo nella pellicola Quella sporca ultima notte, dove interpreta Frank Nitti, la guardia del corpo del gangster Al Capone. Richard Fleischer lo inserisce nel cast di Mandingo, ma poi la scena dove appare Stallone viene eliminata; interpreta anche il ruolo del detective Rick Daly in un episodio della serie Kojak. Dopo un provino per il film Guerre stellari di George Lucas, dove avrebbe dovuto interpretare il ruolo di Ian Solo, partecipa come co-protagonista alla pellicola Anno 2000 - La corsa della morte al fianco di David Carradine.

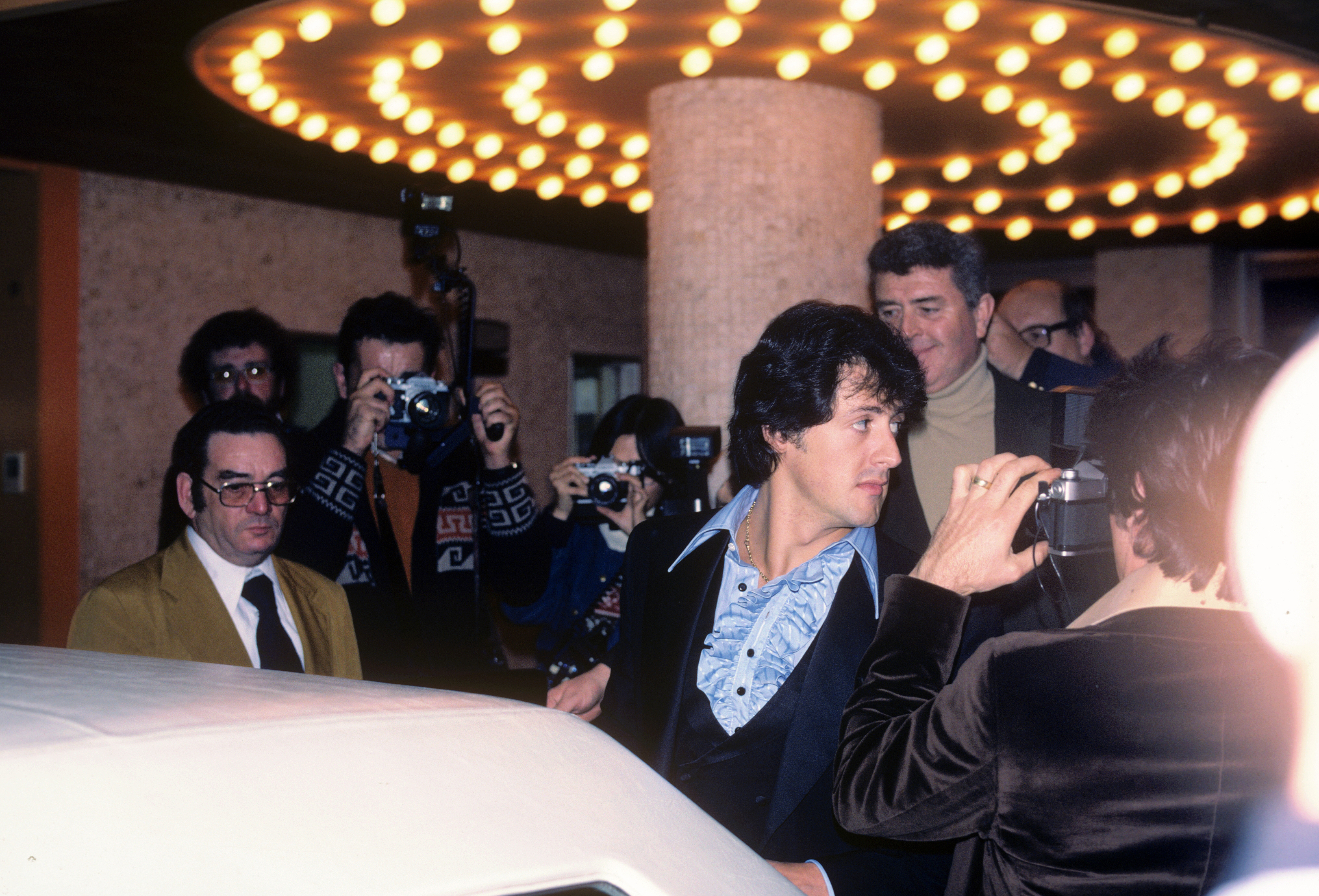
Sylvester Stallone alla prima di F.I.S.T. nel 1978

Il 1976 è l'anno di svolta della sua carriera: con l'uscita di Rocky diventa nel giro di pochi mesi uno degli attori più celebri al mondo e il personaggio da lui creato e interpretato, il pugile Rocky Balboa, viene riconosciuto come uno tra i più iconici del cinema moderno.
Nel 1978, dopo essere stato scartato per il ruolo di Superman nel film omonimo del 1978 perché era "troppo etnico" (sebbene altre fonti affermino che Marlon Brando, che aveva diritto di veto sul casting, si rifiutò di lasciare che una stella nascente lo mettesse in ombra), rifiuta la parte del protagonista nel film Tornando a casa, interpretato poi da Jon Voight e premiato con l'Oscar. Accetta di interpretare il ruolo di un giovane attivista del sindacato dei camionisti, che si trova successivamente costretto ad allearsi con la mafia; F.I.S.T., in coppia con Rod Steiger, con il quale si ritroverà ne Lo specialista. Nello stesso anno l'attore decide di proporsi anche come regista: debutta dietro la macchina da presa con Taverna Paradiso, recitando anche una parte: la pellicola tratta la storia di tre fratelli che vivono tra la povertà di una New York degli anni quaranta e trovano riscatto grazie al wrestling. La trama è un adattamento cinematografico del romanzo omonimo scritto dallo stesso Stallone.
Sempre nel 1978 passa dietro la macchina da presa del primo seguito dedicato al pugile italo-americano Rocky Balboa: Rocky II. Girato sempre a Filadelfia con un basso budget, Stallone ripropone il cast del primo film: il film ottiene buone critiche tanto da eguagliare quasi la pellicola originale. Uscito nelle sale americane nel 1979, la pellicola ottenne un incasso globale di poco più di 200 milioni di dollari e ricevette un premio come miglior film agli American Movie Awards; nel 1980 ottiene il premio per il miglior film ai People's Choice Awards.

### Anni ottanta: l'apice della popolarità

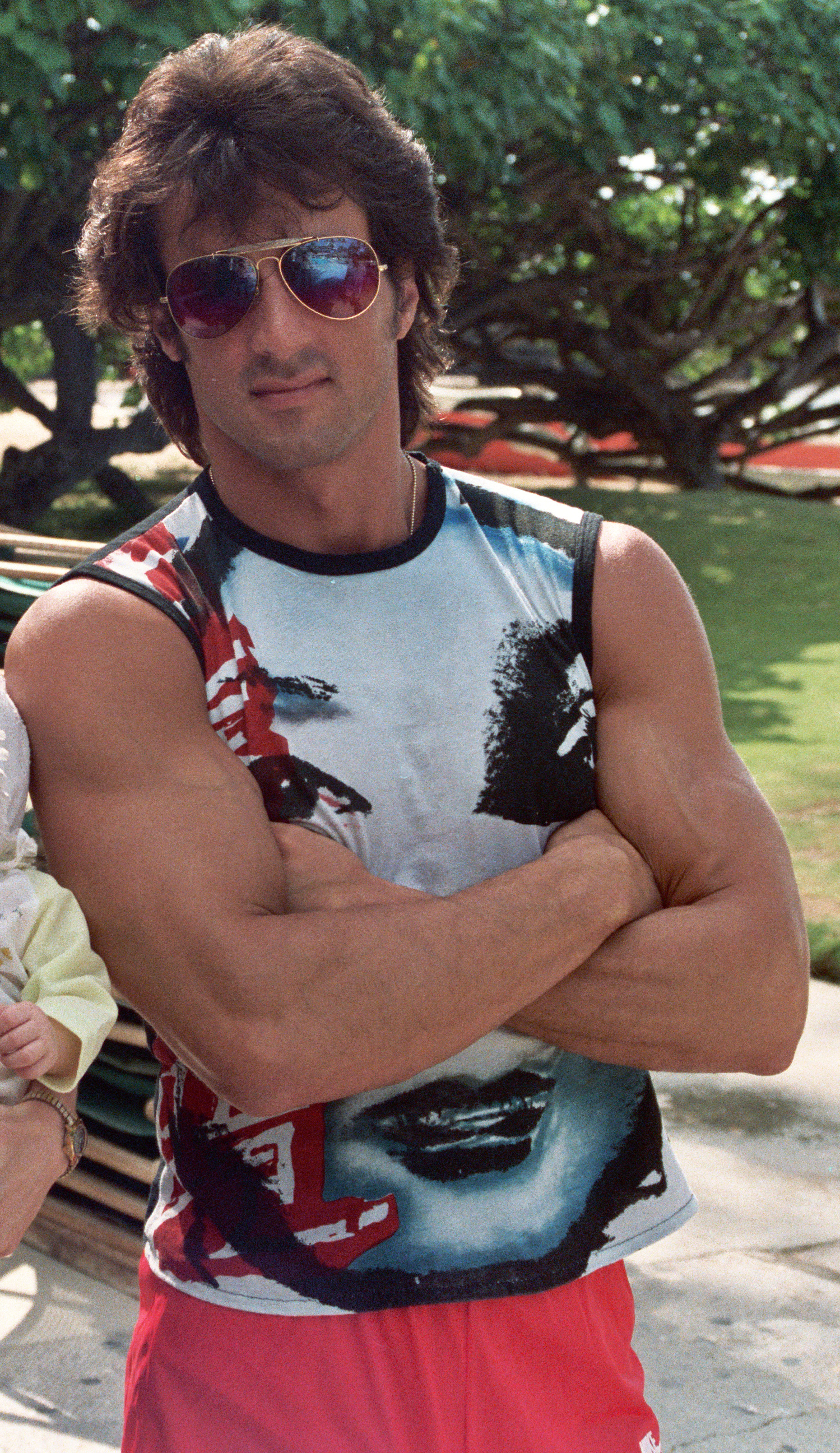
Sylvester Stallone alle Hawaii nel 1984

Nel 1980 veste i panni del detective Deke DaSilva nel poliziesco metropolitano I falchi della notte, diretto da Bruce Malmuth. Successivamente viene diretto da John Huston nel film Fuga per la vittoria (liberamente ispirato alla partita della morte tenutasi a Kiev il 9 agosto 1942) in un altro ruolo sportivo e di azione: nel film Stallone è il portiere della squadra di calcio dei prigionieri alleati. Sylvester Stallone viene allenato dal portiere Gordon Banks per la preparazione di questo ruolo. Durante le riprese del film, l'attore si ruppe un dito per parare un potente tiro di Pelé e si slogò una spalla per girare le scene delle parate senza controfigura. Dopo le riprese di questo film, Stallone diviene fan del calcio e tifoso dell'Everton, squadra inglese.
Nel 1982 torna sul ring con Rocky III (firmando anche regia e sceneggiatura), in cui tutto diventa più esagerato e spettacolare rispetto ai film precedenti a partire dalla presenza di Hulk Hogan e Mr. T, e quindi interpreta John Rambo nel film Rambo (First Blood), che dà all'attore statunitense la possibilità di staccarsi momentaneamente dalla figura del pugile italoamericano. I due film riscuotono un grande successo di pubblico, incassando in tutto il mondo rispettivamente 270 milioni di dollari e 125 milioni di dollari. Inoltre Rambo riceve anche recensioni generalmente molto favorevoli e viene considerato da molti come uno dei migliori film del 1982. In particolare viene lodata l'interpretazione di Sylvester Stallone. Mentre la scelta di Sly di cambiare completamente tono in Rocky III rispetto ai primi due film della serie di Rocky risulta vincente e Rocky III risulta addirittura il secondo maggiore incasso del 1982 a livello mondiale dietro solo a E.T. l'extra-terrestre. Nel 1983, reduce dal successo dei due film precedenti, Stallone dirige Staying Alive, sequel de La febbre del sabato sera, con John Travolta nei panni di Tony Manero. Stallone è regista, sceneggiatore e produttore. Nel 1984 debutta nella commedia interpretando un eccentrico tassista nel film Nick lo scatenato, accanto alla cantante e attrice Dolly Parton, per la regia di Bob Clark.

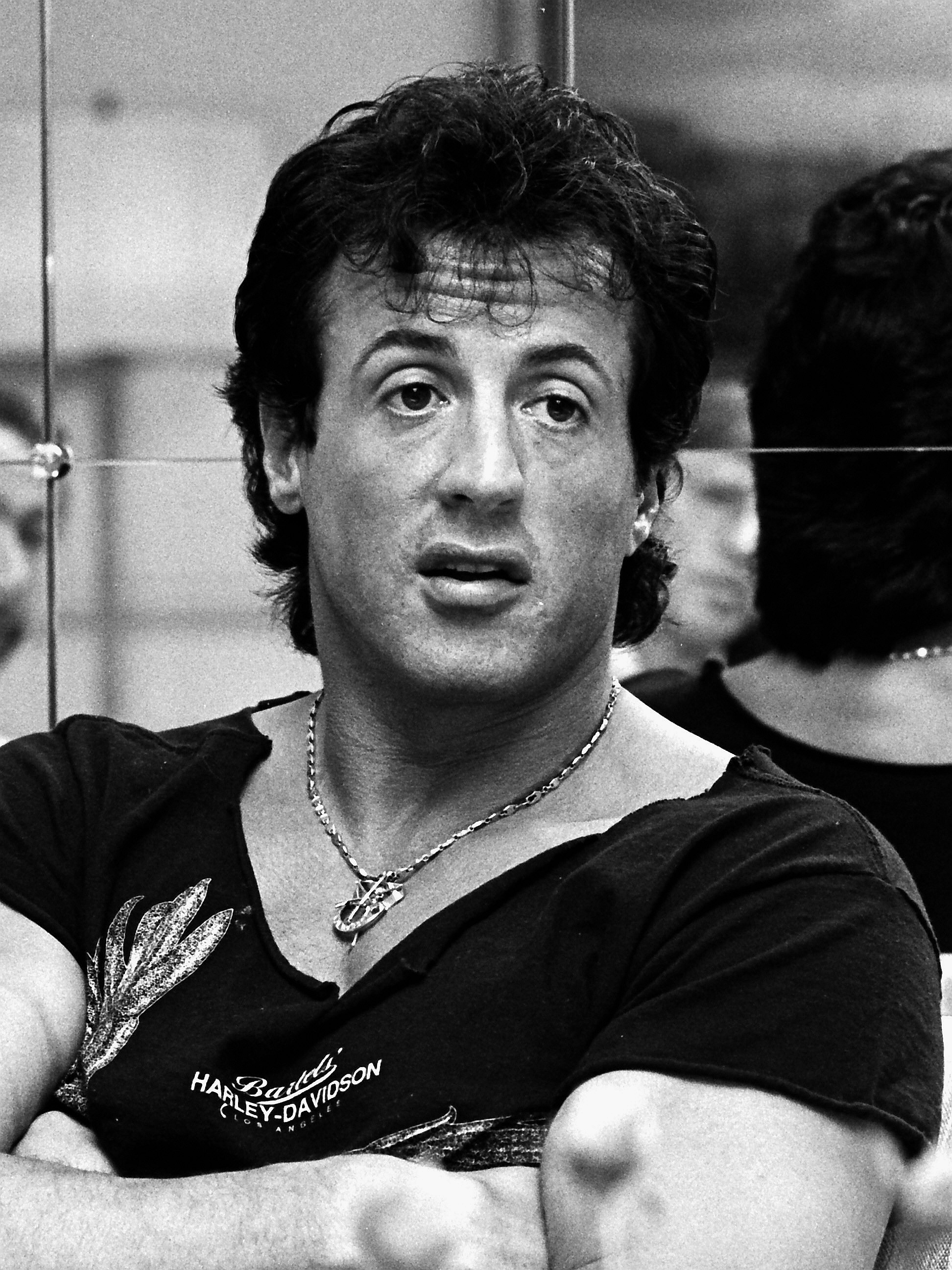
Sylvester Stallone in Svezia per promuovere Rambo III nel 1988

Il 1985 è l'anno di Rocky IV: ambientato durante gli anni della guerra fredda, ha come soggetto la rivalità tra Rocky, il pugile italo-americano che rappresenta gli USA, e Ivan Drago (Dolph Lundgren), il pugile russo che rappresenta l'Unione Sovietica. Il film viene girato durante gli anni dell'escalation statunitense di pressioni militari e finanziarie contro l'Unione Sovietica, nazione che l'allora presidente degli Stati Uniti Ronald Reagan definì con l'espressione Impero del Male. Stallone entra di prepotenza nel braccio di ferro fra USA e URSS e fa proprie una serie di tematiche molto attuali all'epoca a livello politico. Le sviluppa nel film, estremizzandole e spettacolarizzandole, in particolare il tema del doping degli atleti russi che portò alla loro esclusione dai giochi olimpici di Los Angeles, estremizzato sullo schermo nella contrapposizione tra il metodo naturale di allenamento di Rocky e gli steroidi e la tecnologia di Drago, e il tema della tensione popolare in Unione Sovietica verso un cambiamento politico e sociale in senso liberale, estremizzato nel discorso finale di Rocky al pubblico russo, al termine del quale anche i gerarchi applaudono. Il film viene vietato in Unione Sovietica con la minaccia di 4 anni di prigione per chi non si adegua al divieto, ma i russi guardano ugualmente il film clandestinamente e Rocky IV diventa un simbolo di ribellione al regime autoritario comunista, mentre Stallone entra di diritto tra gli idoli di un'intera generazione di giovani russi, come racconta Dimitri Kourtchine nel documentario Rocky - L'atomica di Reagan. Il film detiene il record per quanto riguarda il maggior incasso nella storia del cinema per un film sportivo: questo quarto capitolo della serie pugilistica ha incassato più di 300 milioni di dollari in tutto il mondo. Nella stessa stagione uscì il primo sequel dedicato al reduce John Rambo: Rambo 2 - La vendetta di George Pan Cosmatos. Girato in pieno periodo reaganiano, il film si colloca in una fase in cui l'industria del cinema statunitense si imbatte in dibattiti socio-psicopolitici, accuse di fascismo e interpretazioni storiche, secondo cui, come scrive Jean-Michel Valantin nel suo libro Hollywood, il pentagono e Washington, «il personaggio di Stallone può servire per rilanciare la sinergia tra l'apparato di sicurezza nazionale e Hollywood, riconciliati nell'offensiva contro la minaccia comune dell'impero del male sovietico». Anche in questo caso, come avvenuto in Rocky IV con il personaggio di Rocky Balboa, Stallone, riscrivendo completamente la sceneggiatura iniziale di James Cameron, utilizza il suo personaggio come mezzo di propaganda USA contro i regimi comunisti e in particolare contro i vietcong e contro i sovietici (che spalleggiavano i vietcong), sterminati senza pietà da Rambo nel tentativo di liberare dei prigionieri di guerra americani, ma anche contro chi in America aveva disprezzato e tradito l'esercito USA e i reduci della guerra del Vietnam, traditori rappresentati nel film dal vile Murdock. Rambo incarna così la rivincita e la glorificazione dei soldati e dei reduci americani e, immediatamente, la parola "rambo" entrò nel linguaggio comune dove tutt'oggi identifica il concetto stesso di soldato patriottico, eroico e invincibile. Il film catturò anche l'attenzione del presidente degli Stati Uniti d'America Ronald Reagan in persona, il quale lodò il protagonista come emblema dell'Esercito Americano. Rambo diventò così in quel momento storico il simbolo dell'America reaganiana, militarista, muscolare e ossessionata dall'invincibilità. Tra i film di Stallone più invisi alla critica, che fatica a sopportare tanto nazionalismo accompagnato da massacri generalizzati, anche Rambo 2 - La vendetta viene però premiato da un enorme successo di pubblico. Incassa in tutto il mondo oltre 300 milioni di dollari rispetto ai 125 del predecessore. Diventa il secondo film di maggior successo del 1985 dietro a Ritorno al futuro. Nel 1985, con due film ai vertici del box office mondiale, la carriera di Stallone raggiunge l'apice del successo. Sly in quel momento è la star indiscussa del cinema d'azione.
Nel 1986, dopo aver rifiutato di lavorare in due produzioni come Beverly Hills Cop e Die Hard recita in Cobra, dove è il cupo agente di polizia Marion "Cobra" Cobretti. Stallone prova a dare vita a un nuovo personaggio iconico, dopo il successo di Rocky Balboa e John Rambo. Il film non viene accolto bene dalla critica e Cobra non ha il successo di pubblico di Rocky e Rambo, comunque il film globalmente incassa circa 160 milioni di dollari. Nel 1987 è il camionista Lincoln Hawks in Over the Top, diretto dal regista israeliano Menahem Golan, mentre nell'anno successivo esce Rambo III: a differenza del secondo Rambo, il terzo, oltre a non venire accolto bene dalla critica, viene accolto con minor entusiasmo dal pubblico, ma in ogni caso globalmente incassa circa 190 milioni di dollari. Nel 1989 Stallone ci riprova con il genere poliziesco, recitando nella pellicola Tango & Cash in coppia con Kurt Russell; il film è un successo al botteghino, guadagnando oltre 120 milioni di dollari con un budget di 50 milioni. Ormai standardizzato in ruoli d'azione, Stallone è di nuovo un italoamericano, Frank Leone, nel film carcerario Sorvegliato speciale.

### Anni novanta: le commedie e il ritorno al cinema d'azione
Il 1990 è l'anno di Rocky V, con il ritorno alla regia di John G. Avildsen, dopo le tre precedenti pellicole dirette da Stallone. Per la prima volta dall'inizio della serie, il protagonista non sale sul ring, ma decide di allenare un giovane di belle speranze. Stufo dei ruoli eccessivamente d'azione, legati troppo ai suoi storici personaggi, decide di darsi alla commedia. Nel 1991 John Landis lo dirige in Oscar - Un fidanzato per due figlie, assieme a Ornella Muti. Poi è la volta, l'anno seguente, della pellicola Fermati, o mamma spara, di Roger Spottiswoode. Nel 1992, nonostante la sua carriera subisca ormai più bassi che alti, l'Académie des arts et techniques du cinéma gli rende omaggio assegnandogli il Premio César onorario.

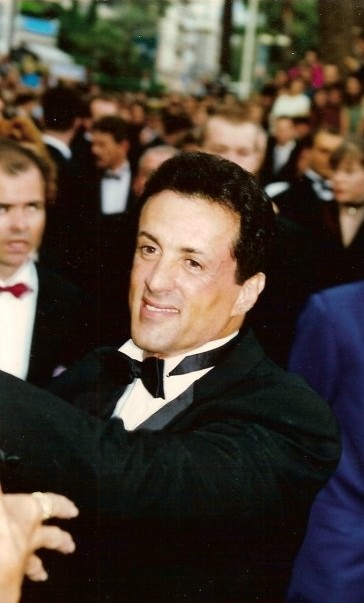
Sylvester Stallone al Festival di Cannes 1993

Accortosi di non avere lo stesso successo del Sylvester Stallone "action man", decide di tornare al suo genere. Nel 1993 esce il film avventuroso Cliffhanger - L'ultima sfida, dove è un operatore di soccorso, costretto suo malgrado a fare da guida ad alcuni criminali di fama internazionale. Il film, diretto da Renny Harlin e co-sceneggiato da Stallone, riceve tre candidature agli Oscar come miglior sonoro, miglior montaggio sonoro e migliori effetti speciali, con un buon successo commerciale, incassando 255 milioni di dollari, considerando i 65 spesi per produrlo.
Nella stessa stagione recita nel futuristico Demolition Man di Marco Brambilla, in cui è protagonista al fianco di Wesley Snipes e Sandra Bullock, e quindi è ne Lo specialista di Luis Llosa: oltre al suo genere ormai consolidato, per la prima volta nella sua carriera (escludendo il film Porno proibito) Stallone partecipa a scene ardite con l'attrice Sharon Stone. In una scena di questo film, mostra le sue conoscenze di Tai Chi, una tra le più famose arti marziali cinesi.
Nel 1995 viene diretto da Richard Donner nel thriller Assassins, con Antonio Banderas e Julianne Moore: nel film il suo personaggio è un killer professionista, Robert Rath, ormai maturo e forse pentito o comunque stanco del suo mestiere. In seguito interpreta il Giudice Dredd nel fumettistico Dredd - La legge sono io di Danny Cannon, in cui, sebbene adatto al ruolo, Stallone commette l'errore di rendere troppo umano sullo schermo l'iconico personaggio del fumetto britannico, privo, nella trasposizione cinematografica, per quasi tutta la durata del film, del suo caratteristico casco, sempre indossato invece dall'imperscrutabile e spietato giudice "senza volto" dei fumetti di 2000 AD, in una storia che ha poco a che vedere con la continuity del fumetto. Il film risulta un flop, incassando 113 milioni di dollari a fronte di un budget di circa 70 milioni, ma contribuisce comunque a fare crescere la popolarità del personaggio anche oltre i confini inglesi e alla fine, alcuni anni dopo, il Dredd di Stallone sarà addirittura omaggiato dagli autori del fumetto, facendolo comparire come un Dredd alternativo in "Trinity" del 2020 e dedicandogli una speciale edizione dell'adattamento a fumetti del film del 1995, in occasione dei 30 anni dalla sua uscita al cinema, celebrandolo in questo modo come parte rilevante dell'universo del Giudice Dredd.
Nel 1996 invece compare nel claustrofobico e catastrofico Daylight - Trappola nel tunnel, diretto da Rob Cohen e girato negli studi di Cinecittà a Roma.
Sentendosi ancora una volta troppo legato ai suoi personaggi stereotipati, che negli ultimi tempi non riescono più a dargli quelle soddisfazioni artistiche che l'attore cerca, decide di tornare alle origini. Nel 1997 è protagonista nel poliziesco Cop Land, pellicola diretta dal regista James Mangold. Stallone, per esigenze di copione, ingrassa di circa 18 kg grazie alla dieta di ciambelle giganti fatte nella creperie locale. Stallone interpreta la parte di Freddy Heflin, sceriffo di un distretto di New York. Il suo è un personaggio debole e bistrattato da tutti. L'interpretazione trattenuta e volutamente sotto le righe di Stallone è apprezzata dalla critica e rimane come una tra le più intense della sua ormai lunga carriera.

### Anni duemila: l'emarginazione e la rinascita

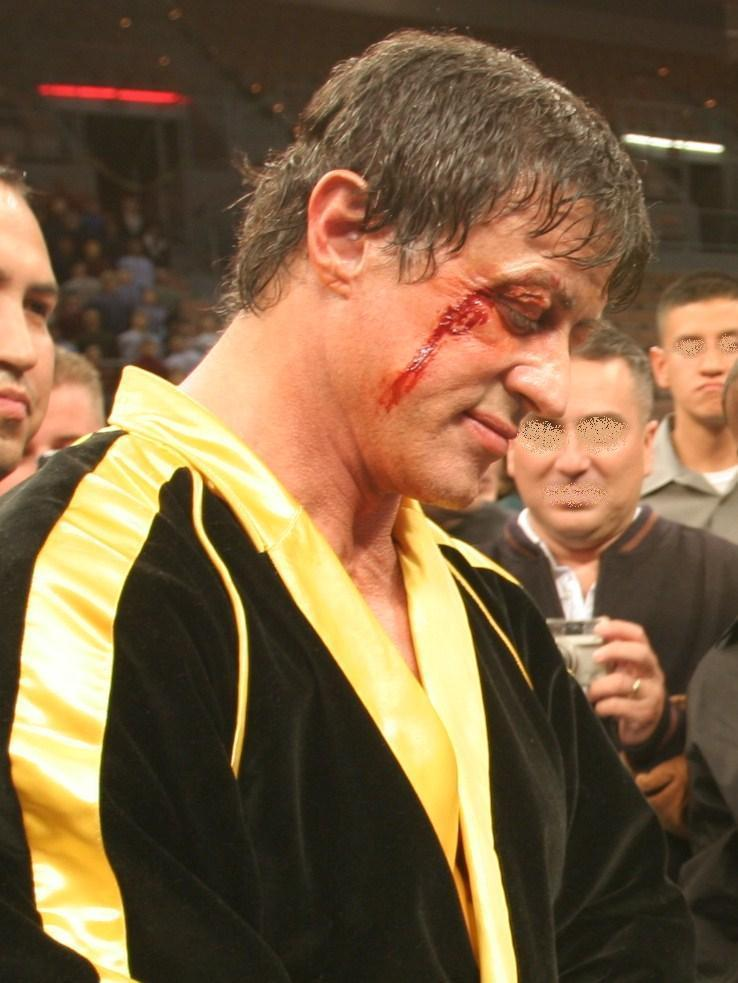
Sylvester Stallone nel set di Rocky Balboa

Dopo l'esperienza avuta con Cop Land, accettato positivamente dalla critica, il nuovo millennio segna il ritorno di Stallone ai cosiddetti blockbuster.
Nel 2000 recita al fianco di Michael Caine e Mickey Rourke in La vendetta di Carter, remake del film Carter realizzato nel 1971, dove l'attore inglese, Caine, interpreta la parte del protagonista, Jack Carter: pellicola dedicata alla vendetta, con uno Stallone cupo e deciso.
L'anno seguente, nel 2001, collabora nuovamente col regista finlandese Renny Harlin in Driven: pellicola co-prodotta e sceneggiata da lui stesso, ambientata nel mondo della Formula Cart (attuale Champ Car), senza però ottenere lo stesso successo commerciale del precedente Cliffhanger, considerando che ebbe dei costi molto elevati, 94 milioni di dollari a fronte dei poco più di 54 milioni di dollari incassati.
Nello stesso anno recita in un genere completamente nuovo per lui, il thriller, nel film D-Tox, di Jim Gillespie. L'attore interpreta un agente dell'FBI, Jack Malloy, sconvolto dalla morte della sua fidanzata e di un suo collega uccisi da un poliziotto maniaco. Mandato in uno sperduto centro di disintossicazione per agenti di polizia, visto che trova nel bere l'unico metodo di rifugio psicologico, si ritrova a dover fronteggiare un assassino che si nasconde tra i pazienti della clinica.
Nel 2002 è tra i protagonisti della commedia Avenging Angelo, film diretto da Martyn Burke, dove recitò accanto a Madeleine Stowe, Anthony Quinn e l'italiano Raoul Bova. Per l'attore di origini messicane Anthony Quinn fu l'ultima apparizione cinematografica: morì poco prima della distribuzione della pellicola per una crisi respiratoria causata da un cancro alla gola. Nel 2003 recita un ruolo minore nella pellicola Shade - Carta vincente. La trama di questo film gira attorno al gioco d'azzardo e sulle pesanti somme di denaro scommesse nel mondo del poker: tra imbrogli, truffe e abilità del mondo delle carte, nel cast assieme a Stallone troviamo Melanie Griffith, Gabriel Byrne e Thandie Newton.
Dopo qualche piccola partecipazione come un cameo in Taxxi 3 e la commedia d'azione Missione 3D - Game Over del regista Robert Rodriguez, Stallone decide di investire nella televisione acquistando i diritti del reality The Contender, in onda nel 2005 su NBC, per poi condurlo assieme all'ex pugile Sugar Ray Leonard.

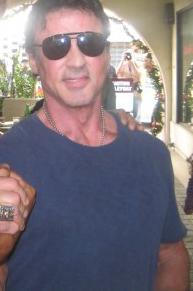
Sylvester Stallone nel 2008

Non senza difficoltà legate al fatto che le case di produzione non credono più nelle sue capacità, e neanche che quei personaggi possano ancora interessare al pubblico ormai di un'altra generazione, decide di rimettersi in gioco, riutilizzando proprio quelle icone che tanto l'hanno reso famoso: Rocky e Rambo.
Nel 2006 scrive, dirige e naturalmente interpreta Rocky Balboa, la sesta e definitiva pellicola della celebre serie dedicata allo "Stallone italiano". Nel 1990 dopo aver interpretato per la quinta volta la parte di Rocky, Stallone chiuse alla possibilità di fare negli anni a venire un ulteriore sequel. Quella pellicola è stata scritta e girata come episodio finale della serie, ma poi con il passare degli anni si rende conto che Rocky V non solo l'aveva estremamente deluso, ma il finale stesso (tra l'altro lo script originale prevedeva la morte del protagonista) non poteva essere quello definitivo. Alla fine degli anni novanta, Sylvester Stallone concepì quindi l'idea di continuare la saga di Rocky. In realtà, con il film Rocky Balboa, Stallone non solo voleva riscattare l'insuccesso di Rocky V, che aveva raccolto alla sua uscita gli sfavori della critica e del pubblico e non poteva quindi essere più, secondo Sly, il capitolo conclusivo della sua saga più importante, ma, soprattutto, sempre più emarginato dal mondo di Hollywood a cavallo tra la fine degli anni novanta e i primi anni 2000, Stallone voleva anche riconquistare in qualche modo successo e popolarità dopo un lungo periodo di lontananza dalle scene e pensò che il modo migliore fosse proprio riprendere il ruolo che l'aveva reso famoso: Rocky. Nella stesura della sceneggiatura, Stallone venne in parte influenzato proprio dalla sua vita personale. Dopo la crisi di popolarità e gli anni di inattività dal mondo del cinema stava cercando «qualcosa per cui combattere» e pensò di far rivivere questa situazione anche al personaggio di Rocky. Inoltre, nel 1994, Sly era rimasto colpito dal caso mediatico sollevato da George Foreman che, all'età di 45 anni, aveva riconquistato il titolo mondiale, diventando il più anziano campione mondiale dei pesi massimi di sempre. Fu così che Stallone cominciò a delineare la trama, incentrata su un Rocky vedovo di Adriana che decide di reagire alla perdita, tornando a combattere sul ring per un ultimo incontro. «Quando il cuore ti viene strappato dal corpo, devi fare qualcosa», dichiarò Stallone, «c'è chi scrive, chi dipinge. Lui [Rocky] invece lo fa attraverso il dolore: l'unica sensazione che lo fa sentire vivo». Il suo "eroe" George Foreman, che aveva già ispirato il personaggio di Clubber Lang, pugile antagonista nel terzo film della saga, diventa in questo caso ispirazione ideale per il personaggio stesso di Rocky Balboa e viene anche citato esplicitamente nel film, anche con l'intento di Sly di dare maggiore credibilità alla trama, infatti l’incontro di Rocky contro il campione in carica dei pesi massimi Mason Dixon è paragonato al match mondiale di Foreman contro Michael Moorer del 1994, quando il cronista all’inizio dell’incontro di Rocky commenta così: "Se il vecchio George Foreman scioccò il mondo con un pugno, perché non potrebbe farlo anche il vecchio Rocky Balboa". Nel cast, per la prima volta dopo le precedenti cinque pellicole, non compare Talia Shire, l'attrice che ha interpretato Adriana, la storica compagna del pugile di Filadelfia ormai vedovo. Il film, uscito il 20 dicembre 2006 in patria e il 12 gennaio 2007 in Italia, è stato un successo di pubblico e, con un incasso di 155 milioni di dollari in tutto il mondo, è entrato nel novero dei più profittevoli film di pugilato al box office (gli altri sono i primi quattro film della saga di Rocky e Million Dollar Baby di Clint Eastwood).
Sempre nel 2006 Stallone rifiuta il ruolo di protagonista, andato poi a Kurt Russell, in Grindhouse - A prova di morte (Death Proof) di Quentin Tarantino, perché ritiene il personaggio di Stuntman Mike troppo negativo. Si tratta della terza volta che Tarantino, grande fan di Sly, pensa a Stallone per un ruolo in un suo film, dopo Pulp Fiction del 1994 (Tarantino aveva immaginato Stallone nel ruolo del pugile Butch, interpretato poi da Bruce Willis) e Jackie Brown del 1997 (Stallone avrebbe dovuto interpretare Louis Gara, ruolo andato poi a Robert De Niro).
Il 22 febbraio 2008 esce il quarto capitolo della serie dell'ex Berretto verde, John Rambo, da lui co-scritto, diretto e interpretato. Nel quarto capitolo della fortunata serie, ambientato in Birmania, sono evidenziati i soprusi svolti dal regime militare Birmano nei confronti di un gruppo etnico locale, i Karen. Intervistato negli anni novanta più volte sulla possibilità di un nuovo capitolo sull'ex soldato, Stallone si disse scettico per una continuazione della serie di Rambo. Il motivo per cui il quarto Rambo è stato invece realizzato, secondo alcune fonti, riguarda proprio il fatto che Stallone in questi ultimi anni abbia subito un notevole calo di popolarità e che egli, per recuperarla, abbia deciso di fare di nuovo leva, oltre che a Rocky, anche sull'altro personaggio che gli diede in passato grande popolarità, a costo di dover essere lui stesso a impegnarsi per la co-sceneggiatura e la regia. Il progetto, pensato a partire dal 2002, prese vita nel 2007: le riprese della pellicola iniziarono ufficialmente il 23 febbraio e terminarono il 10 giugno dello stesso anno; sono state effettuate in Messico, Thailandia e Stati Uniti. Il quarto capitolo della serie di Rambo si rivela un successo commerciale incassando complessivamente circa 113.200.000 dollari al cinema e $ 41,368,619 nell'edizione DVD, arrivando alla cifra di $ 154,611,774.

### Anni duemiladieci: un nuovo apice di popolarità e successi

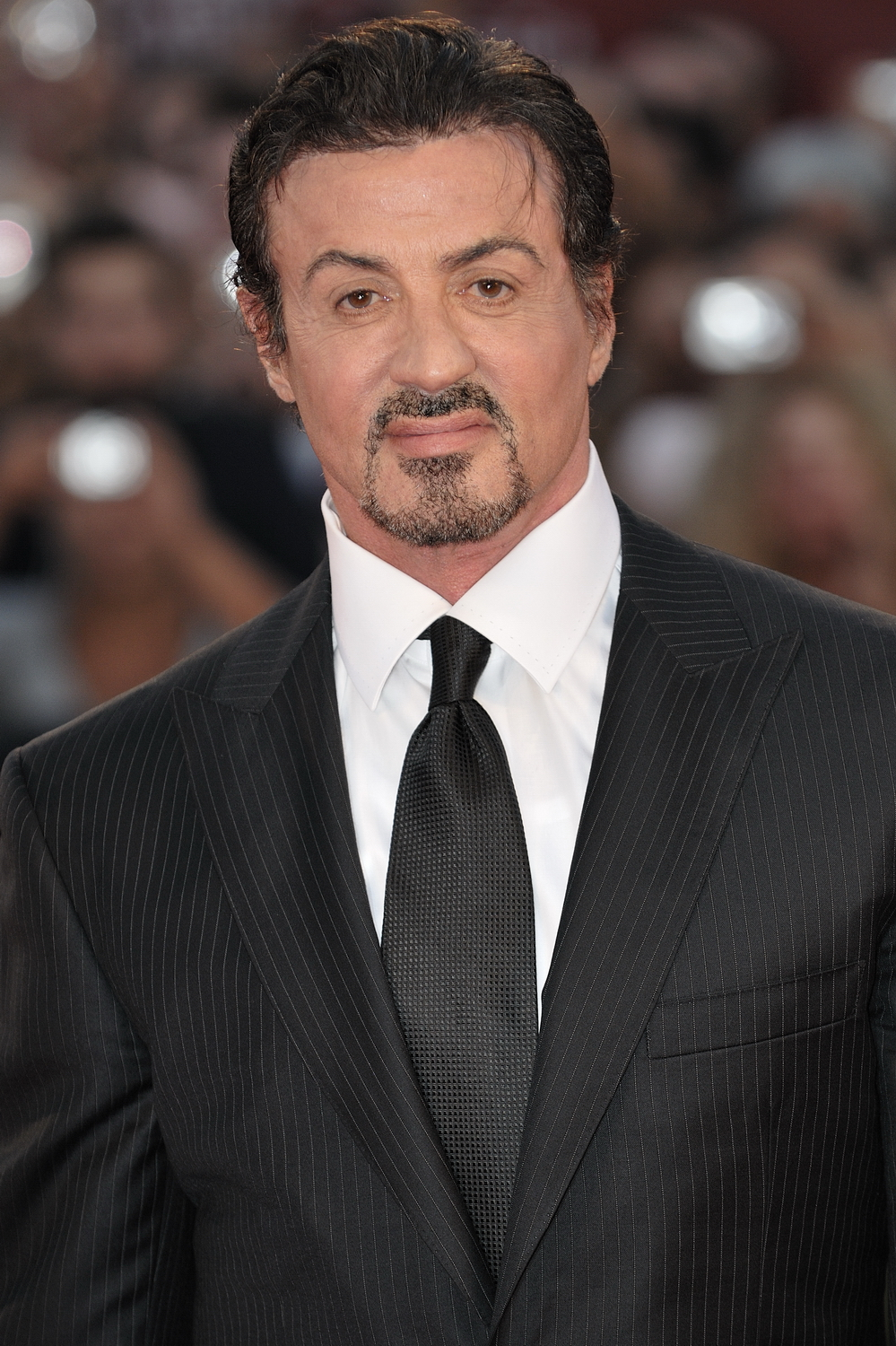
Sylvester Stallone alla 66ª Mostra internazionale d'arte cinematografica di Venezia nel 2009

Dopo il ritorno dei due personaggi che l'hanno reso famoso, nel secondo decennio del duemila, Stallone vive una seconda giovinezza, un nuovo apice di successo, partecipando a pellicole con ottimi riscontri di critica e pubblico e ottimi incassi al botteghino.
Con un budget di 82 milioni di dollari, nel 2009 a Rio de Janeiro in Brasile Stallone inizia le riprese di I mercenari - The Expendables, in cui riveste il triplice ruolo di regista, co-sceneggiatore e attore. Stallone interpreta Barney Ross, un mercenario molto abile nei combattimenti, nell'uso delle armi da fuoco e dei coltelli, a capo di una banda internazionale di esperti mercenari denominati The Expendables (letteralmente I sacrificabili). Al film partecipano attori noti al pubblico, come Jason Statham, Jet Li, Dolph Lundgren, Mickey Rourke e Eric Roberts. Inoltre ci sono alcuni cameo per gli amici Arnold Schwarzenegger e Bruce Willis. Per il film, Stallone si rivolge alla West Coast Customs per la realizzazione di tre veicoli pickup Ford F-100 identici tra loro.
Durante le riprese della pellicola, in una scena di combattimento con l'attore ed ex wrestler Steve Austin, Stallone ha avuto un incidente che gli è costato la rottura di una delle sette vertebre cervicali. Trasportato urgentemente in ospedale, gli è stata inserita una piastra metallica al collo, per poi tornare sul set dopo una piccola riabilitazione.
Nel primo weekend di programmazione negli Stati Uniti, il film I mercenari - The Expendables si piazza immediatamente al primo posto del box office statunitense; si tratta del migliore weekend di apertura nella carriera di Sylvester Stallone. L'inatteso successo al box office e la popolarità del film convincono i produttori e lo stesso Stallone a dare il via a una nuova serie di film d'azione.
Nel febbraio 2011 Stallone firma per un nuovo progetto; fa parte del film d'azione Jimmy Bobo - Bullet to the Head, diretto da Walter Hill e sceneggiato da Alessandro Camon, le cui riprese sono iniziate a luglio e terminate a settembre dello stesso anno. Nel film Stallone porta sul grande schermo il personaggio dei fumetti Jimmy Bobo.

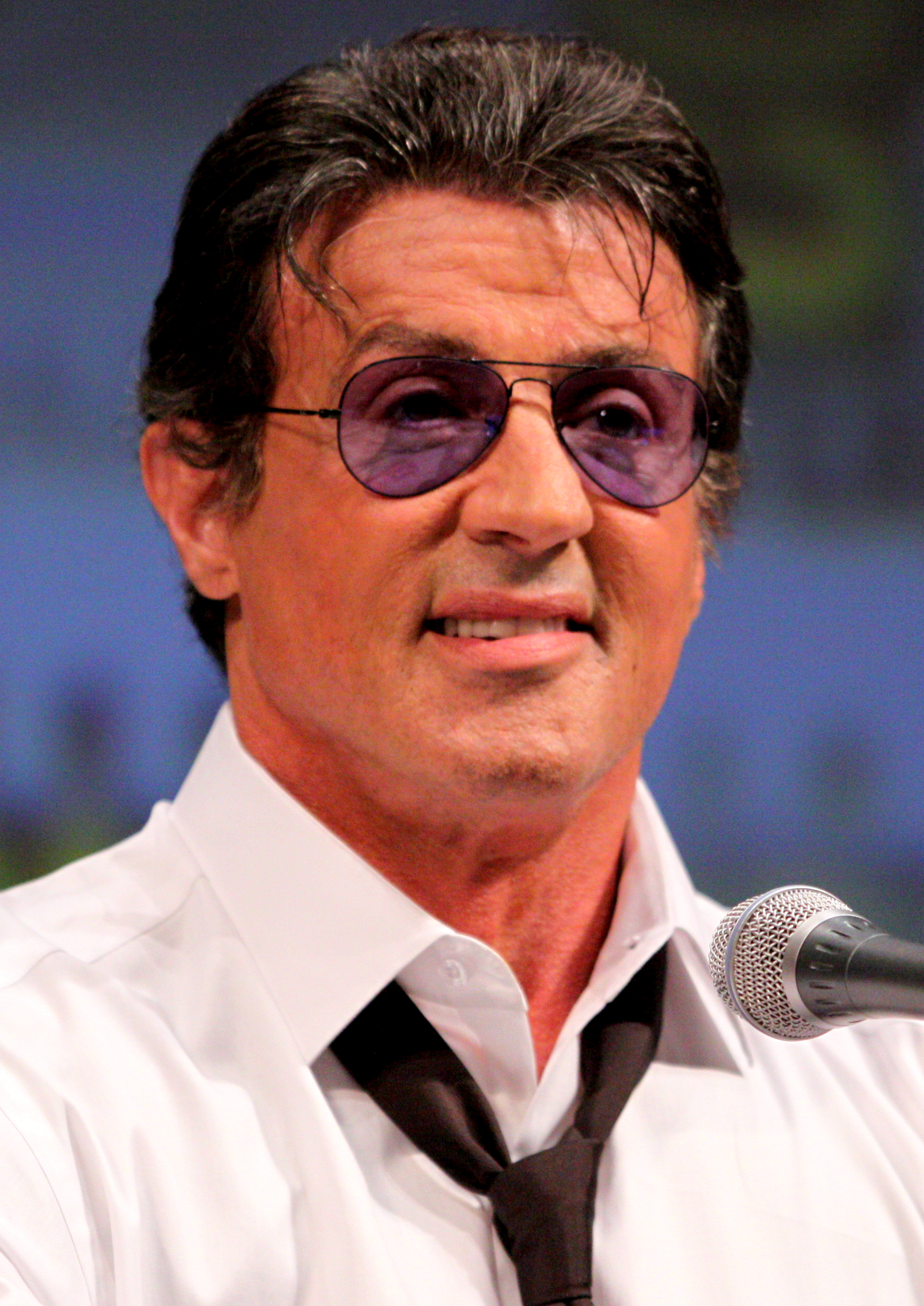
Stallone al San Diego Comic-Con International 2010

Il sequel de I mercenari - The Expendables, I mercenari 2, viene ufficializzato nell'estate 2011 ed esce il 17 agosto 2012. Per la regia è stato scelto Simon West. Sono per la prima volta tutti assieme in un film, attori action come Bruce Willis, Arnold Schwarzenegger, Chuck Norris, Jean-Claude Van Damme, Scott Adkins, Liam Hemsworth e il tennista Novak Djokovic, che vanno a unirsi ai già presenti Stallone, Jason Statham, Dolph Lundgren, Jet Li, Terry Crews, e Randy Couture. I mercenari 2 guadagna globalmente più del primo capitolo, incassando in tutto il mondo oltre 312 milioni di dollari rispetto ai 268 del predecessore.
Nell'ottobre 2011 firma per un nuovo progetto: sarà il protagonista della pellicola Escape Plan - Fuga dall'inferno, thriller carcerario in cui farà coppia con Arnold Schwarzenegger e per cui sono stati presi in considerazione prima Bruce Willis poi lo stesso Schwarzenegger per il ruolo andato a Stallone, entrambi rinunciatari per il sovrapporsi delle riprese di altri film. Nel film ci saranno anche Sam Neill, 50 Cent, Jim Caviezel, Vinnie Jones, Amy Ryan e Vincent D'Onofrio; sarà diretto da Mikael Håfström.
Il 1º agosto 2012 viene ufficializzato il progetto del film action-thriller Homefront, con Jason Statham protagonista e James Franco nelle vesti dell'antagonista, con Stallone solo sceneggiatore. Il film sarà diretto da Gary Fleder; riprese al via a fine settembre dello stesso anno. Nell'ottobre 2012 la Warner Bros. dà via a un nuovo progetto: Stallone farà coppia con Robert De Niro nella pellicola Il grande match, commedia sulla boxe in cui i due sessantenni, rivali storici, saliranno sul ring per un ultimo incontro. Nel cast anche Kevin Hart, Kim Basinger, Alan Arkin e Jon Bernthal; viene diretto da Peter Segal. Nel novembre 2012 arriva la notizia che l'attore ha completato le riprese per il film indipendente Reach Me - La strada per il successo, scritto e diretto da John Herzfeld.

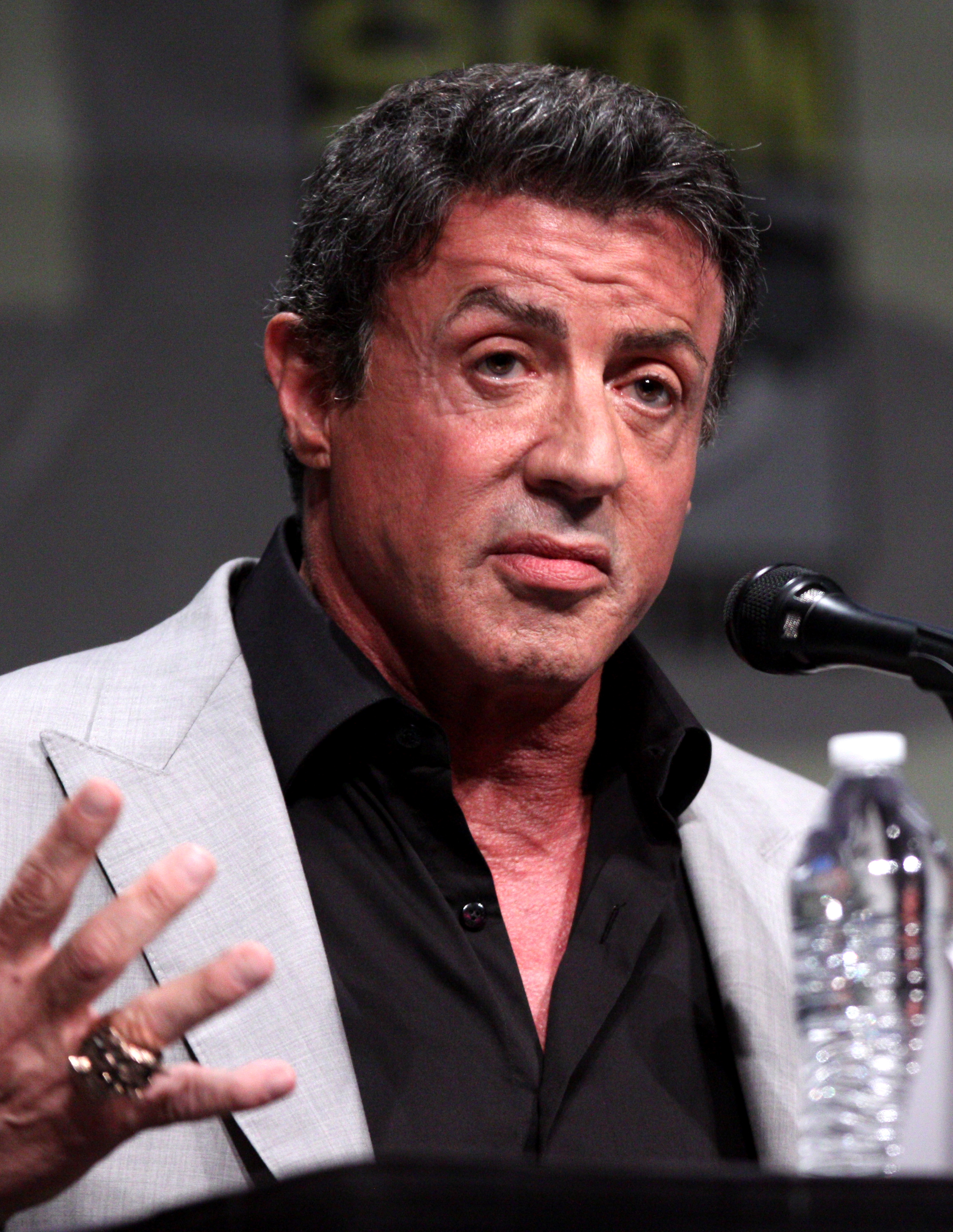
Sylvester Stallone al San Diego Comic-Con International 2012

L'estate 2013 segna l'avvio alla pre-produzione del terzo capitolo della serie degli Expendables, I mercenari 3. Le riprese del film iniziano nel mese di agosto e la data di uscita americana viene fissata per il 15 agosto 2014. Dopo aver rivelato il nome del regista, il semi-sconosciuto Patrick Hughes, vengono confermati, oltre a Stallone, qui anche sceneggiatore, gli attori Arnold Schwarzenegger, Jason Statham, Randy Couture, Terry Crews, Dolph Lundgren e Jet Li, tutti già presenti nei primi due film. In più si aggiungono al cast Harrison Ford, Wesley Snipes, Mel Gibson, Antonio Banderas, Kellan Lutz, assieme ai lottatori Ronda Rousey e Victor Ortiz. Per promuovere il film, la Millennium Films organizza, in occasione del Festival di Cannes 2014, un evento speciale, all'Hotel Carlton sulla Promenade de la Croisette, con Sylvester Stallone che raggiunge, a bordo di un tank dell'Armata Rossa, insieme al resto del cast, la Croisette. I mercenari 3, pur guadagnando meno dei primi due capitoli in patria, ottiene comunque un buon incasso a livello internazionale, grazie soprattutto al mercato cinese.
Il 24 luglio 2013, viene annunciato che la Metro-Goldwyn-Mayer ha firmato un contratto con il regista Ryan Coogler, per dirigere uno spin-off della serie di Rocky. Il film, Creed - Nato per combattere, narra la storia di un ragazzo che segue le orme del suo defunto padre Apollo Creed, e trova in Rocky Balboa un mentore. Michael B. Jordan viene scelto per il ruolo del figlio di Creed, Adonis Creed, mentre Sylvester Stallone riprende i panni del suo famoso personaggio Rocky Balboa.
Nel maggio 2014 viene ufficializzata la sua partecipazione come doppiatore nel film Ratchet & Clank basato sulla serie di videogiochi omonima, dove da la voce al personaggio di Victor Von Ion. Sempre come doppiatore da la voce al personaggio di Bullet-Man (Uomo pallottola) nel film d'animazione Animal Crackers co-scritto e co-diretto da Scott Christian Sava, Dean Lorey e Tony Bancroft.
Nel 2015 Stallone vince il Golden Globe per il miglior attore non protagonista per il ruolo del pugile Rocky Balboa nel film Creed - Nato per combattere e viene candidato ai premi Oscar 2016 nella categoria di miglior attore non protagonista, 39 anni dopo le due candidature ai premi Oscar 1977 nella categoria miglior attore e migliore sceneggiatura originale per il primo Rocky.

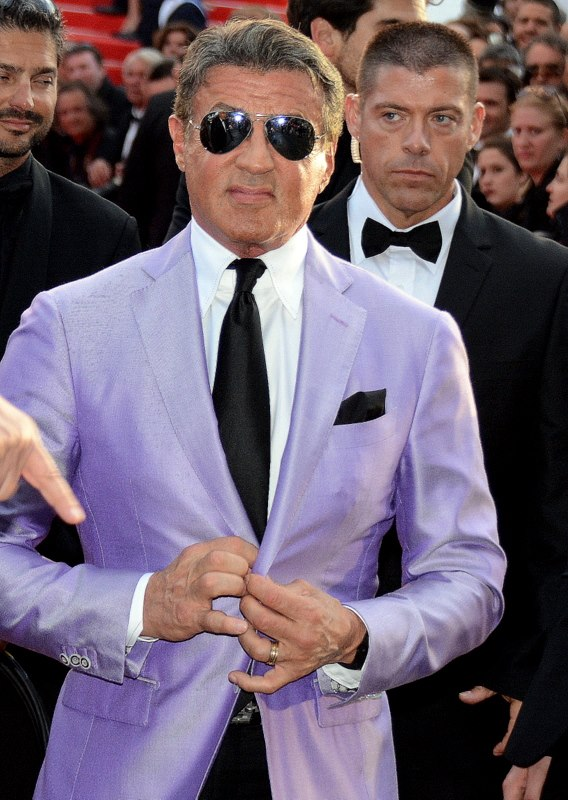
Sylvester Stallone al Festival di Cannes 2014 per la presentazione de I mercenari 3

Nel marzo 2016 viene annunciato che Sylvester Stallone debutterà nel Marvel Cinematic Universe, infatti parteciperà al sequel del film Guardiani della Galassia e interpreterà uno dei membri dei Ravagers. Nel luglio 2016 il regista James Gunn, grande ammiratore di Stallone, rivela che, anche se non sarà un ruolo da protagonista, quello di Stallone sarà comunque un ruolo chiave nel nuovo film della Marvel, interpretando il personaggio Marvel Comics di Starhawk.
Nel marzo 2017 Stallone partecipa alle riprese del sequel di Escape Plan - Fuga dall'inferno, Escape Plan 2 - Ritorno all'inferno, insieme a Dave Bautista, 50 Cent e Jaime King.
Il 31 marzo 2017 viene annunciato che Sylvester Stallone ha abbandonato il quarto capitolo della serie degli Expendables a causa di divergenze col produttore Avi Lerner, nonostante l'offerta di 20 milioni di dollari. Il 5 aprile Arnold Schwarzenegger dichiara che non ha alcuna intenzione di partecipare al film in assenza di Sylvester Stallone.
Al termine delle riprese del sequel di Escape Plan - Fuga dall'inferno, il 12 aprile 2017 viene annunciato che la serie continuerà con il terzo capitolo, Escape Plan 3 - L'ultima sfida, per il quale Stallone ha già firmato insieme al regista Steven C. Miller.
Il 21 luglio 2017 Stallone conferma di avere completato la sceneggiatura di Creed II, sequel di Creed - Nato per combattere, e annuncia anche il ritorno di Ivan Drago nel film. Poco tempo dopo Sly annuncia che le riprese inizieranno nel 2018 e che lui stesso sarà regista e produttore del sequel.
Nel settembre 2017 Stallone partecipa alle riprese del terzo capitolo della serie Escape Plan, Escape Plan 3 - L'ultima sfida.
L'11 dicembre Stallone annuncia che la regia del sequel di Creed - Nato per combattere sarà affidata al giovane regista Steven Caple Jr., che fa parte della stessa generazione di Adonis Creed e può quindi rendere la storia del sequel più realistica di quanto avrebbe potuto fare lo stesso Stallone, che comunque parteciperà al film nel ruolo di Rocky Balboa.
Il 13 gennaio 2018 Stallone annuncia, tramite la sua pagina Instagram, che riprenderà il ruolo di Barney Ross nel quarto capitolo della serie degli Expendables. Successivamente, nel maggio dello stesso anno, viene annunciato il quinto capitolo della serie di Rambo, con Stallone nella veste di interprete principale, prodotto dalla Millennium Films.
A fine maggio 2018, Stallone fonda la Balboa Productions insieme al produttore Braden Aftergood; la casa di produzione si focalizzerà su progetti cinematografici e televisivi, il primo dei quali sarà un film biografico sul campione del mondo dei pesi massimi Jack Johnson, che ha ricevuto un perdono postumo dal presidente degli Stati Uniti d'America Donald Trump proprio grazie all'azione voluta e supportata da Stallone stesso.
A ottobre iniziano le riprese di Rambo: Last Blood, diretto da Adrian Grunberg, e viene annunciato che al fianco di Stallone ci sarà l'attrice e modella spagnola Paz Vega, nei panni di una reporter che si allea con Rambo contro i trafficanti di droga messicani.
Stallone, oltre che interprete principale del film nei panni di John Rambo, è anche co-sceneggiatore della quinta pellicola della popolare serie cinematografica. Rambo: Last Blood, etichettato come slasher a causa delle numerose scene cruente, viene accusato di propaganda trumpiana e fascista e criticato per i pregiudizi razziali contro i messicani, dipinti come spacciatori di droga, criminali senza scrupoli, approfittatori, corrotti, traditori e stupratori.
Nel settembre 2019 viene confermato il progetto Samaritan, film su un vecchio supereroe scomparso da venti anni; il film sarà diretto da Julius Avery. Le riprese del film, regolarmente iniziate il 26 febbraio del 2020, vengono poi sospese il mese successivo a causa della pandemia di COVID-19.

### Anni duemilaventi: il successo televisivo e i nuovi progetti
Il 14 novembre 2020, concluse le riprese di Samaritan, Stallone annuncia che farà parte del cast di The Suicide Squad - Missione suicida, diretto da James Gunn, dove presta la voce al personaggio DC Comics di King Shark.
Nell'ottobre 2021 Stallone pubblica una graphic novel intitolata The Expendables Go to Hell; il progetto è stato finanziato tramite crowdfunding sul sito Indiegogo, la storia è dello stesso Stallone, con la collaborazione dell'amico Chuck Dixon, mentre i disegni sono di Graham Nolan. Chuck Dixon (noto per le sue numerose storie sulle serie di Batman negli anni novanta) aveva già realizzato fra maggio e luglio 2010 una saga a fumetti dal titolo The Expendables, disegnata da Esteve Polls, pubblicata in quattro numeri dalla americana Dynamite Entertainment. La storia si collocava prima della vicenda cinematografica del film I mercenari - The Expendables, quindi il fumetto era un prequel a tutti gli effetti del film, mentre The Expendables Go to Hell si colloca come un sequel della serie cinematografica, dopo la morte del team e la sua discesa all'inferno.
Alla fine del 2022 debutta da protagonista in una serie televisiva statunitense, Tulsa King, creata da Taylor Sheridan, sulla vecchiaia di un gangster appena uscito di prigione. Sly desiderava che la serie fosse leggera e quindi ha riscritto il proprio ruolo in tal senso. La serie ha avuto un enorme successo, posizionandosi subito al primo posto e facendo segnare il record di registrazioni su Paramount+. Sull'aggregatore Rotten Tomatoes ha ricevuto oltre al consenso del pubblico anche il 79% delle recensioni positive da parte della critica, che ha lodato la straordinaria interpretazione di Stallone. L'anno seguente è invece protagonista del reality show The Family Stallone, che segue la vita quotidiana della famiglia Stallone.
Nel 2023 riprende il ruolo di Starhawk nel film Guardiani della Galassia Vol. 3, sempre col regista Gunn, e il ruolo di Barney Ross nel quarto film della saga degli Expendables, I mercenari 4 - Expendables. Sempre nel 2023 esce il film Creed III di cui Stallone è però solo produttore.
Il 16 settembre 2023, Sly, un documentario sulla carriera di Stallone, viene presentato come film di chiusura al Toronto International Film Festival. Sempre a settembre Stallone partecipa alle riprese del film Armor.
Il 28 ottobre 2023 viene annunciato Levon's Trade, un action movie diretto da David Ayer, scritto da Sylvester Stallone e con Jason Statham protagonista; nel dicembre 2024, Levon's Trade è stato poi reintitolato A Working Man e la data di uscita è stata fissata a marzo 2025. A dicembre del 2023 viene annunciato che nell'estate 2024 inizieranno le riprese di Cliffhanger 2, sequel del film d’azione del 1993 Cliffhanger - L'ultima sfida. Le riprese verranno poi posticipate all'autunno 2024.
Nel febbraio 2024, Stallone rivela di avere dovuto rifiutare una parte nel film Barbie per potere continuare le riprese di Tulsa King. In ogni caso la regista del film, Greta Gerwig, grande ammiratirice di Sly, ha omaggiato comunque nel film Stallone, che infatti in Barbie è il riferimento ideale della mascolinità stereotipata anni '80 per Ken, interpretato da Ryan Gosling anche lui grande estimatore di Stallone.
Nell'aprile 2024 viene annunciato che Stallone sta scrivendo un libro di memorie sulla sua carriera intitolato "The Steps", che verrà pubblicato a ottobre 2025.
A settembre Sly rivela che sta procedendo con la scrittura del prequel della saga di Rocky.
Alla fine del 2024 Stallone torna a vestire i panni dell'iconico gangster Dwight "Il Generale" Manfredi nella seconda stagione di Tulsa King. Dopo la fine della seconda stagione, che ottiene un successo di critica e pubblico superiore a quello della prima, Sylvester Stallone finalizza un nuovo accordo con Paramount+ per proseguire il racconto delle vicende di Dwight "Il Generale" Manfredi per altre due stagioni.
Nel gennaio 2025 è protagonista di Alarum insieme a Scott Eastwood, Willa Fitzgerald e Mike Colter.

## Rocky

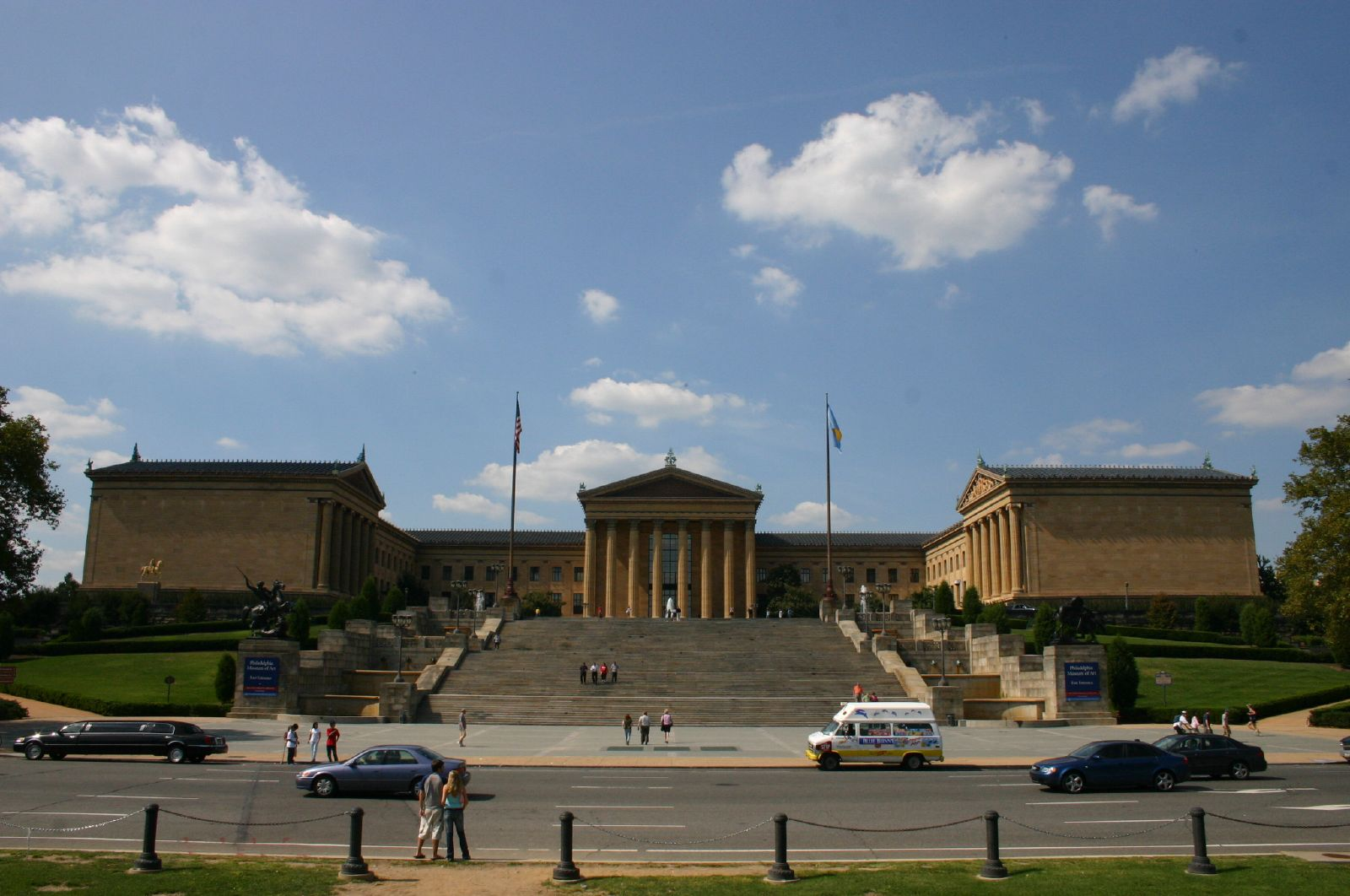
Il Philadelphia Museum of Art con i suoi 72 scalini, scenografia storica di Rocky

Nel 1975 Stallone continuava a cimentarsi in scritture per copioni, cercando di risollevarsi da una situazione economica non florida, considerando che possedeva 106 dollari in banca.
Il 24 marzo 1975 il manager Don King organizza un incontro di boxe tra il campione del mondo in carica, Muhammad Ali, e un pugile semisconosciuto, Chuck Wepner. L'incontro, sebbene alla fine vinto dal campione, è rimasto famoso nella storia pugilistica per aver visto Ali più volte in seria difficoltà, addirittura al tappeto durante la nona ripresa. Wepner riuscì a resistere fino al K.O. subito durante la quindicesima e ultima ripresa. Tra gli spettatori di quell'incontro c'era anche il giovane Stallone, il quale ebbe un'ispirazione e in tre giorni scrisse una stesura, poi cambiata più volte prima di arrivare a quella definitiva, dedicata proprio a quel pugile sconosciuto.
Così nasce Rocky, la storia di un ragazzo italo-americano cresciuto nella dura realtà della periferia di Filadelfia, che riesce a farsi strada nella vita grazie al pugilato. Tra i vari produttori contattati, solo Irwin Winkler e Robert Chartoff decidono di produrre la sua storia. L'attore si riserva la parte del protagonista Rocky Balboa, anche se i produttori non sono del tutto convinti dall'idea di inserire un attore ancora sconosciuto; vengono infatti contattati altri attori già consolidati come Ryan O'Neal, Burt Reynolds e James Caan. A Stallone venne offerta una notevole e sempre crescente somma di denaro (300000 $) pur di cedere lo script, ma dopo averla rifiutata riesce a convincere i produttori.
La pellicola viene girata a Filadelfia in pochi giorni e soprattutto la produzione ha dei costi molto bassi, 1 milione di dollari, anche se vengono chiamati attori già consolidati. Per la parte di Adriana, la fidanzata del protagonista, viene scelta l'attrice Talia Shire, famosa per aver recitato la parte di Connie Corleone ne Il padrino; per la sua interpretazione riceve una candidatura all'Oscar come migliore attrice protagonista, più una al Golden Globe. La parte di Mickey, allenatore di Rocky, viene data a Burgess Meredith (celebre per aver impersonato il Pinguino nel telefilm Batman degli anni sessanta), mentre quella di Paulie, fratello di Adriana e amico del pugile, all'attore Burt Young; entrambi ricevono una candidatura all'Oscar come migliore attore non protagonista.
Distribuito nelle sale cinematografiche si rivela un successo di pubblico e critica ed è soprattutto vincitore di tre Oscar come miglior film, miglior regia e miglior montaggio. Nel 1977, durante la Notte degli Oscar, il premio al miglior film viene annunciato dall'attore Jack Nicholson; i produttori Irwin Winkler e Robert Chartoff, assieme a Stallone, si avviano sul palco accompagnati dalla colonna sonora della pellicola, Gonna Fly Now, composta da Bill Conti. Rocky riceve in tutto dieci candidature, tra cui quelle per Stallone come miglior attore protagonista e miglior sceneggiatura originale, diventando la terza persona al mondo, dopo Chaplin e Orson Welles, ad avere queste due candidature nello stesso anno; inoltre vince il David di Donatello come miglior attore straniero. I tre oscar ottenuti appaiono ancora più sorprendenti se si pensa che nel 1977 sono in concorso film del calibro di Taxi Driver, con Robert De Niro e diretto dal regista Martin Scorsese, Quinto potere e Tutti gli uomini del presidente, con la coppia Dustin Hoffman e Robert Redford.
Rocky incassa 225 milioni di dollari, rivelandosi un successo anche commerciale. Nel corso degli anni si è aggiudicato numerosi record e riconoscimenti: un esempio è che secondo le liste AFI's 100 Years... 100 Movies che rendono omaggio ai migliori film statunitensi di sempre, Rocky è situato al 2º posto tra i dieci migliori film sportivi di tutti i tempi. Oltre ad altre importanti classifiche il personaggio di Rocky Balboa viene classificato al 7º posto tra i cinquanta eroi di tutti i tempi.
Nel 1982 durante la fase di pre-produzione della terza pellicola dedicata al pugile italo-americano Rocky Balboa, Stallone fa creare apposta dallo scultore Thomas Schomberg una statua di bronzo raffigurante il campione con le braccia alzate al cielo. L'opera alta 2 metri e 60 centimetri viene collocata in cima ai famosi scalini del Philadelphia Museum of Art, coreografia storica dei precedenti Rocky. Una volta terminate le riprese Stallone decide di donare l'opera alla città. Il sindaco della città decide di lasciarla davanti all'ingresso, ma dopo le proteste dei critici d'arte, che ritengono la statua non un'opera ma un semplice elemento scenografico, si è optato per trasferirla davanti allo Spectrum, arena del basket di Filadelfia.
Nel 1990 viene ricollocata in cima ai 72 scalini del Museum of Art per le riprese di Rocky V, per poi essere trasferita ancora una volta allo Spectrum. Finita in seguito in un magazzino, nel 2006, al trentesimo anniversario del primo Rocky e dopo che la Commissione Artistica della città ha votato per decidere, la statua viene collocata per via definitiva ai piedi delle famose scalinate del museo. Una copia della statua è stata collocata nella cittadina serba di Žitište, nella provincia di Voivodina nel 2007.
Nel 1998 l'American Film Institute (AFI) ha inserito le pellicola diretta da John G. Avildsen nella classifica dei migliori cento film statunitensi di tutti i tempi e nel 2006 il film è stato scelto per la preservazione nel National Film Registry della Biblioteca del Congresso.
Nel corso del 2003 l'American Film Institute (AFI) inserisce il personaggio Rocky Balboa al 7º posto della classifica dei "più grandi eroi del cinema".
Per la prima volta nella storia del pugilato, Stallone è entrato a far parte della International Boxing Hall of Fame senza essere un vero pugile, tramite il personaggio fittizio di Rocky Balboa; la cerimonia, dove è stato presente a ricevere lo stesso riconoscimento l'ex pugile campione del mondo dei pesi massimi Mike Tyson, si è tenuta il 12 giugno 2011.
Il 20 novembre 2011 viene ufficializzato il musical Rocky, che debutterà nel novembre 2012 in Germania, per poi espandersi nel resto del mondo nel 2013; Stallone sarà produttore insieme ai pugili Wladimir e Vitali Klitschko. Il regista sarà Alex Timbers, mentre Thomas Meehan sarà lo sceneggiatore; Lynn Ahrens e Stephen Flaherty saranno rispettivamente autore dei testi e compositore.
Il 3 dicembre 2023 è stato celebrato il primo "Rocky Day" istituito dalla città di Filadelfia per celebrare l'iconico personaggio. L'anno successivo, dal 3 all'8 dicembre 2024, si è tenuto invece il primo "Rocky Fest", un festival ricco di eventi che hanno coinvolto tutta la città di Filadelfia. Per l'occasione viene collocata in cima ai famosi scalini del Philadelphia Museum of Art la statua di Rocky raffigurante il campione con le braccia alzate al cielo.
Nel maggio 2024 è stato annunciato che il regista Premio Oscar Peter Farrelly dirigerà un film drammatico sulla storia della nascita del film Rocky, focalizzandosi in particolare sulla determinazione con cui Sylvester Stallone, allora sconosciuto, portò avanti la lotta per interpretarlo. Il film sarà intitolato "I Play Rocky", la frase ultimatum che Stallone ripeteva agli studios per imporsi come protagonista del film nei panni del pugile di Filadelfia.
L'intera serie di Rocky è al 12º posto nella classifica dei più grandi incassi delle saghe del cinema, con un record di incassi totale di 2965471850 $.
Nel 2015 dalla serie di Rocky è nata anche una serie spin-off, incentrata sul figlio illegittimo di Apollo Creed, Adonis, che trova in Rocky Balboa un mentore e segue le orme del suo defunto padre come pugile. La serie spin-off, che ha espanso l'universo di Rocky con nuovi personaggi, ha avuto un'ottima accoglienza da parte della critica e del pubblico, sebbene non abbia raggiunto i livelli di popolarità della serie di Rocky.

## Rambo

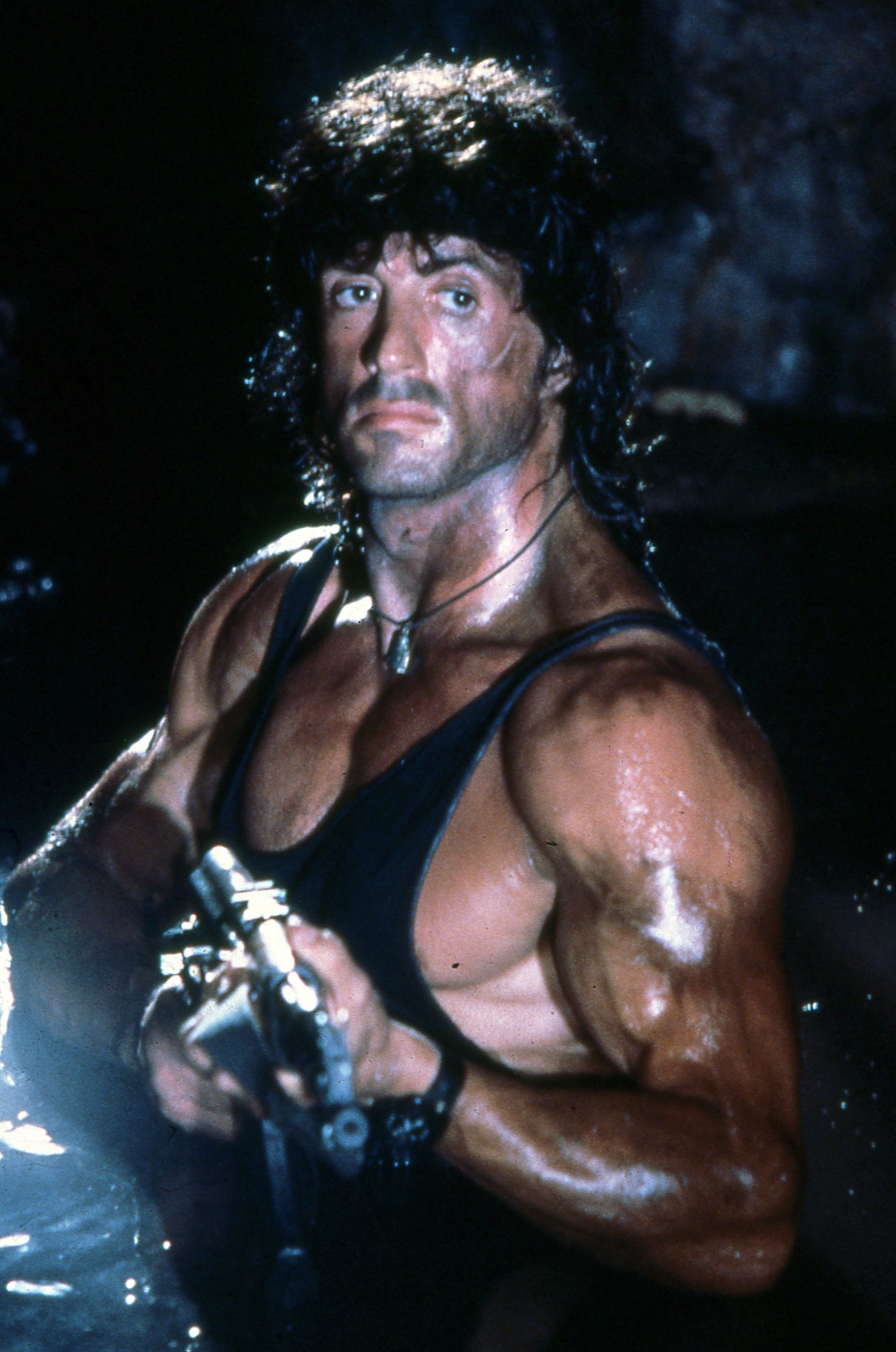
Sylvester Stallone nei panni di John Rambo

Nel 1982, in piena era reaganiana, Stallone interpreta il reduce del Vietnam John James Rambo, che dopo aver combattuto e sofferto per il suo paese, una volta tornato in patria si ritrova suo malgrado a dover fronteggiare un dispotico sceriffo di uno sperduto paesino di montagna, che si illude di poter imporre la sua legge a chiunque non gli piaccia. La pellicola riceve in generale delle critiche positive, oltre che essere considerata una delle migliori produzioni del 1982.
Per la parte del reduce vengono inizialmente presi in considerazione attori noti come Clint Eastwood, Al Pacino, Dustin Hoffman, Nick Nolte, Jeff Bridges, Robert De Niro e John Travolta. Anche all'attore italiano Terence Hill, come confermato nel corso di un'intervista in un programma televisivo in Italia, viene offerto il ruolo, ma l'attore preferisce rifiutare perché riteneva la trama troppo violenta. Anche Steve McQueen esprime interesse per la parte del protagonista, addirittura sin dal 1975, tre anni dopo la distribuzione del romanzo di David Morrell, ma non viene preso in considerazione poiché ritenuto dai produttori troppo anziano per il ruolo.
Stallone viene confermato nel ruolo dopo il successo della serie di Rocky: inoltre all'attore viene consentito di proporre modifiche alla sceneggiatura, per rendere il personaggio di John Rambo più "umano": di carattere violento nel romanzo di Morrell, nel film non causa direttamente la morte di nessuna delle forze di polizia nazionali. Stallone riesce anche a convincere il regista Ted Kotcheff a rigirare il finale del film che prevedeva in origine la morte di Rambo. È questa versione positiva del personaggio di Rambo, creata e incarnata da Stallone e poi da lui consolidata ulteriormente nelle pellicole seguenti, a essere entrata a far parte dell'immaginario collettivo: un eroe "buono", un eroico e imbattibile soldato, sfortunato ed umanissimo, vittima di insensibilità e ingiustizie, che difende ciò che ritiene giusto; un personaggio totalmente diverso dal folle killer, disumano e negativo, protagonista del romanzo di David Morrell.
Il personaggio di John Rambo è stato considerato un possibile candidato per la lista dell’American Film Institute nella classifica dei "100 migliori eroi e antagonisti". Inoltre è stato inserito in diverse liste relative ai più grandi eroi d'azione: nel 2013 Rambo si è classificato al sesto posto nella lista dei primi 50 eroi di film d'azione in "Total Magazine" e, sempre nello stesso anno, Rambo è risultato primo nella classifica di "WatchMojo.com" dei più grandi soldati nella storia del cinema.
L'impatto culturale dell'iconico personaggio sviluppato da Stallone è stato talmente prorompente che il termine "rambo" è ormai di uso comune in tutto il mondo tanto da essere incluso nei dizionari moderni come sinonimo di eroe coraggioso e invincibile con esplicito riferimento ai film di Stallone come origine del termine.
L'intera serie di Rambo è al 31º posto nella classifica dei più grandi incassi delle saghe del cinema, con un record di incassi totale di 1459492926 $.

## I mercenari

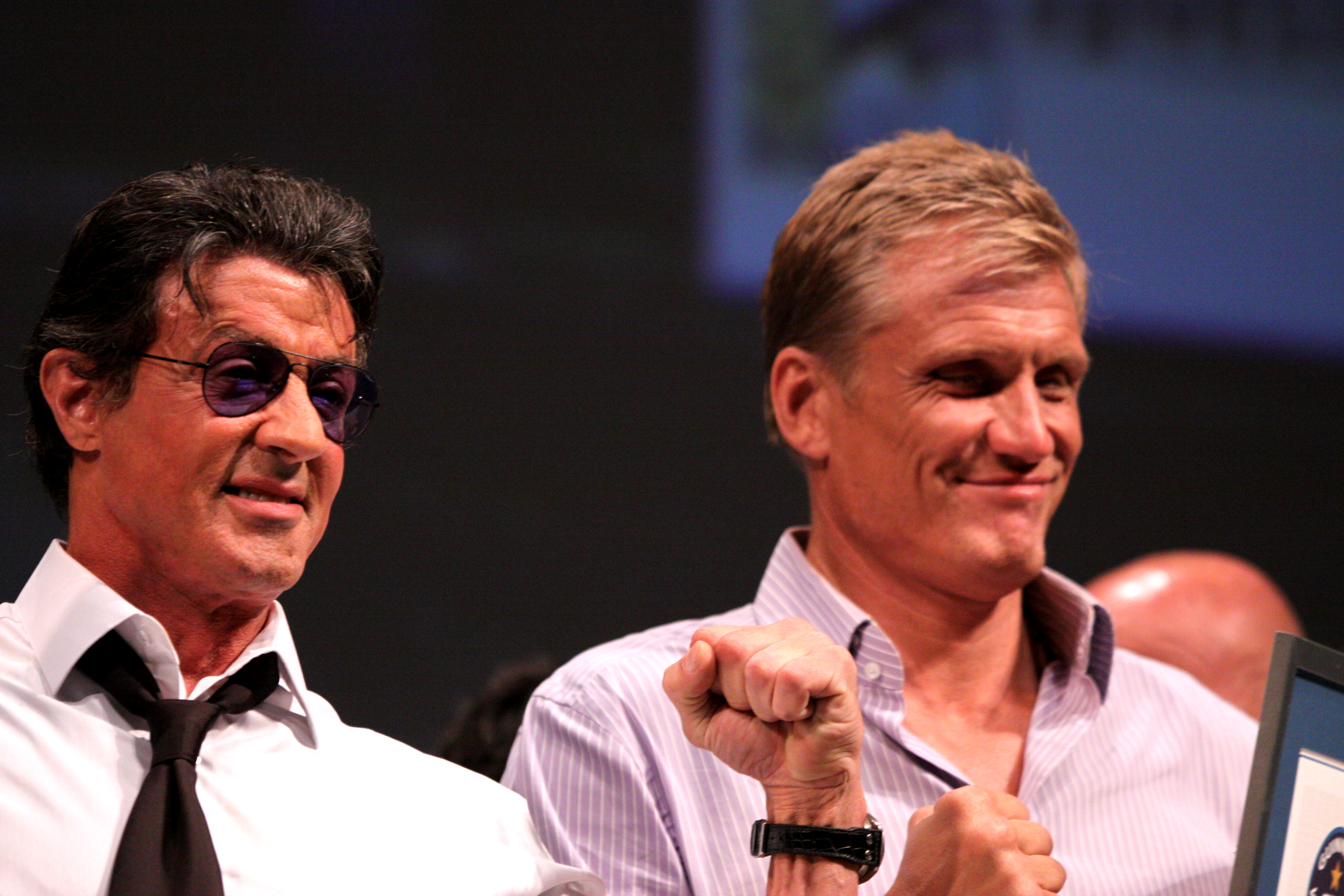
Sylvester Stallone e Dolph Lundgren al San Diego Comic-Con International 2010 per promuovere il film I mercenari - The Expendables

Dopo aver riproposto i personaggi che tanto l'hanno reso celebre (Rocky Balboa e John Rambo), Stallone iniziò a lavorare a un nuovo film, in cui avrebbe curato regia e sceneggiatura. Il film nasce come una commedia dark, una satira, poi però Stallone decise di trasformarlo nel prodotto attuale. Il soggetto iniziò a prendere forma a metà 2005 quando Dave Callaham lo abbozza per poi rivederlo ancora un paio di volte fino al 2006. Interessato a creare un vero e proprio ensemble d'azione, Stallone scelse la versione finale della bozza di Callaham come punto di partenza per la pellicola.
Il film, sceneggiato da Dave Callaham insieme allo stesso regista e protagonista Stallone, diventa così un tributo ai blockbuster d'azione degli anni ottanta e novanta e alle sue icone, insieme ad alcuni attori moderni dello stesso genere cinematografico.
Nel primo weekend di programmazione negli Stati Uniti, il film I mercenari - The Expendables incassa 34825135 $ e si piazza immediatamente al primo posto del box office statunitense; si tratta del migliore weekend di apertura nella carriera di Sylvester Stallone. L'inatteso successo e la popolarità del film convince i produttori e lo stesso Stallone a dare il via a una nuova serie di film d'azione.
Fra il 2010 e il 2014 la serie ha incassato 789708808 $ con i tre film I mercenari - The Expendables, I mercenari 2 e I mercenari 3.
Nel 2023, a circa dieci anni dal terzo film, è uscito anche un quarto capitolo, I mercenari 4 - Expendables, incentrato però solo sul personaggio di Lee Christmas e privo delle vecchie star del cinema d'azione che hanno caratterizzato i primi tre capitoli; lo stesso Sylvester Stallone partecipa solamente in un ruolo di supporto, e in generale rimane ai margini del progetto rispetto ai tre film precedenti. Il film è risultato un flop.

## Teatrografia

### Drammaturgo
- Rocky di Sylvester Stallone, regia di Alex Timbers. Operettenhaus di Amburgo (2012)
- Rocky di Sylvester Stallone, regia di Alex Timbers. Winter Garden Theatre di New York (2014)

### Produttore
- Rocky di Sylvester Stallone, regia di Alex Timbers. Operettenhaus di Amburgo (2012)
- Rocky di Sylvester Stallone, regia di Alex Timbers. Winter Garden Theatre di New York (2014)

### Attore
- Score. Martinique Theater di New York (1970)

## Riconoscimenti
- Premio Oscar
  - 1977 – Candidatura per il miglior attore protagonista per Rocky
  - 1977 – Candidatura per la miglior sceneggiatura originale per Rocky
  - 2016 – Candidatura per il miglior attore non protagonista per Creed - Nato per combattere
- Golden Globe
  - 1977 – Candidatura per il miglior attore in un film drammatico per Rocky
  - 1977 – Candidatura per la miglior sceneggiatura originale per Rocky
  - 2016 – Miglior attore non protagonista per Creed – Nato per combattere[15][291]
- Alliance of Women Film Journalists EDA Award
  - 2015 – Candidatura per il miglior attore non protagonista per Creed – Nato per combattere[292]
- Austin Film Critics Association Award
  - 2015 – Miglior attore non protagonista per Creed – Nato per combattere[293]
- Black Film Critics Circle Award
  - 2015 – Miglior attore non protagonista per Creed – Nato per combattere[294]
- Blockbuster Entertainment Award
  - 1995 – Blockbuster Icon Award[295]
- Boston Film Critics Online Award
  - 2015 – Miglior attore non protagonista per Creed – Nato per combattere[296]
- Boxing Writers Association of America
  - 2006 – Lifetime Cinematic Achievement in Boxing per aver creato il personaggio di Rocky Balboa[297][298]
- Premio BAFTA
  - 1978 – Candidatura per il miglior attore protagonista per Rocky
  - 1978 – Candidatura per la miglior sceneggiatura originale per Rocky
- Cedars-Sinai Board of Governors
  - 2016 – Heart of Hollywood Award alla carriera[299]
- Chicago Film Critics Association Award
  - 2015 – Candidatura per il miglior attore non protagonista per Creed – Nato per combattere[300]
- Critics' Choice Movie Award
  - 2016 – Miglior attore non protagonista per Creed – Nato per combattere[301][302]
- Critics' Choice Super Award
  - 2023 – Candidatura per il miglior attore in una serie, miniserie o film televisivo d'azione per Tulsa King[303]
- David di Donatello
  - 1977 – Miglior attore straniero per Rocky
- Denver Film Critics Society
  - 2016 – Miglior attore non protagonista per Creed – Nato per combattere[293][304]
- Drama Desk Award
  - 2014 – Candidatura per il miglior musical per Rocky[305]
- Drama League Award
  - 2014 – Candidatura per la miglior produzione di un musical per Rocky[306]
- Eagle & Badge Foundation
  - 2012 – In the Line of Duty Legacy Award per il suo supporto alle forze dell'ordine americane e della città di New York[307][308]
- El Gouna Film Festival
  - 2018 – Premio alla carriera[309]
- Festival del cinema di Stoccolma
  - 1997 – Miglior attore per Cop Land
- Festival Internacional de Cine Acapulco
  - 2014 – Premio onorario[310]
- Film Festival di Zurigo
  - 2008 – Golden Eye for Lifetime Achievement alla carriera[311]
- Florida Film Critics Circle Award
  - 2015 – Candidatura per il miglior attore non protagonista per Creed – Nato per combattere[293][312]
- Georgia Film Critics Association
  - 2015 – Miglior attore non protagonista per Creed – Nato per combattere[293][313]
- Golden Apple Award
  - 1996 – Candidatura per la star maschile dell'anno
  - 1997 – Star maschile dell'anno
- Golden Camera
  - 2004 – Telecamera d'oro al miglior attore internazionale
- Gran Premio Internazionale dello Spettacolo
  - 1990 – Telegatto all'attore internazionale più popolare
- Hasty Pudding Theatricals Award
  - 1986 – Uomo dell'anno
- Hollywood Critics Association
  - 2022 – Candidatura per la miglior performance animata per The Suicide Squad – Missione suicida[314]
- Hollywood Film Festival
  - 2010 – Hollywood Career Achievement Award per la notevole carriera e lo straordinario talento[315]
- Hollywood Union Publicists
  - 2011 – Lifetime Achievement Award per aver lasciato un segno indelebile nella cultura di ogni parte del mondo[316][317]
- Hollywood Walk of Fame
  - 1984 – Stella per il suo contributo all'industria cinematografica (al 6.712 di Hollywood Boulevard)
- Houston Film Critics Society Award
  - 2015 – Candidatura per il miglior attore non protagonista per Creed – Nato per combattere[293]
- Huading Global Film Award
  - 2016 – Premio alla carriera[318]
- International Boxing Hall of Fame
  - 2011 – Boxing Hall of Fame per aver creato il pugile icona di tutta la storia di Hollywood[319]
- Ju-Jitsu
  - 2013 – Cintura di 6º Dan onoraria[320]
- Jupiter Award
  - 1984 – Miglior attore per Rambo e Rocky III
  - 2017 – Candidatura per il miglior attore internazionale per Creed – Nato per combattere
- Kansas City Film Critics Circle Award
  - 1977 – Miglior attore protagonista per Rocky
  - 2015 – Candidatura per il miglior attore non protagonista per Creed – Nato per combattere[293]
- Kennedy Center Honors[321]
  - Premio Kennedy per essersi "distinto per il suo contributo all'arte e alla cultura"
- Key Art Award[322]
  - 2010 – The Hollywood Reporter Visionary Award
- Las vegas CinemaCon
  - 2012 – Career Achievement Award per essersi dimostrato più e più volte un prolifico attore, sceneggiatore e regista nel corso degli anni e perché nel corso della sua incredibile carriera, che copre quasi quarant'anni, ha sempre avuto la capacità di catturare continuamente il suo pubblico[323][324]
- Las Vegas Film Critics Society Award
  - 2015 – Miglior attore non protagonista per Creed – Nato per combattere[293]
- Los Angeles Italia Film Festival
  - 2016 – Jack Valenti Legend Award[325]
  - 2017 – Valente Award alla carriera[326]
- National Board of Review Award
  - 2015 – Miglior attore non protagonista per Creed – Nato per combattere[327]
- National Film & TV Award
  - 2019 – Candidatura per il miglior attore per -Rambo: Last Blood[328]
- National Society of Film Critics Award
  - 2016 – Terzo classificato per il miglior attore non protagonista per Creed – Nato per combattere[329]
- North Carolina Film Critics Association Award
  - 2015 – Candidatura per il miglior attore non protagonista per Creed – Nato per combattere[330]
- Lupa capitolina
  - 2012 – Lupa Capitolina, simbolo della città di Roma[331]
- Manor-Hall School Devereux
  - 1984 – Helena T. Devereux Memorial Award per il sostegno economico nel settore della salute mentale della scuola[332]
- Mostra internazionale d'arte cinematografica
  - 2009 – Premio Jaeger-LeCoultre Glory to the Filmmaker alla personalità che ha lasciato il segno nel cinema contemporaneo[333]
- Oklahoma Film Critics Circle Award
  - 2016 – Miglior attore non protagonista per Creed – Nato per combattere[334]
- Online Film Critics Society Award
  - 2015 – Candidatura per il miglior attore non protagonista per Creed – Nato per combattere[335]
- Palm Springs International Film Festival
  - 1998 – Desert Palm Achievement Award
- People's Choice Award
  - 1978 – Candidatura per l'attore preferito dal pubblico
  - 1979 – Candidatura per l'attore preferito dal pubblico
  - 1980 – Miglior attore cinematografico
  - 1980 – Candidatura per l'attore preferito dal pubblico
  - 1986 – Attore preferito dal pubblico
- Phoenix Critics Circle Award
  - 2015 – Miglior attore non protagonista per Creed – Nato per combattere[336]
- Premio César
  - 1992 – Premio César onorario
- San Diego Comic-Con International
  - 2010 – Action Hero Hall of Fame Award per la più grande star d'azione della storia del cinema[337][338] assegnato da IGN
- San Francisco Film Critics Circle
  - 2015 – Candidatura per il miglior attore non protagonista per Creed – Nato per combattere[339]
- Santa Barbara International Film Festival
  - 2016 – Montecito Award per il suo importante contributo nella storia del cinema[340]
- Satellite Award
  - 2016 – Candidatura per il miglior attore non protagonista per Creed – Nato per combattere[341]
- Saturn Award
  - 1997 – Lifetime Achievement Award
- Screen Actors Guild Award
  - 1977 – Candidatura per la miglior sceneggiatura per Rocky
- Seattle Film Critics Survey
  - 2016 – Candidatura per il miglior attore non protagonista per Creed – Nato per combattere[342]
- ShoWest
  - 1977 – Uomo dell'anno
  - 1979 – Star dell'anno
  - 1984 – Star of stars
- Southeastern Film Critics Association Award
  - 2015 – Miglior attore non protagonista per Creed – Nato per combattere[343]
- Spike Guys' Choice Award
  - 2010 – Premio alla carriera per le prestazioni leggendarie nel genere d'azione
- Sport Movies & Tv – Milano International FICTS Fest organizzata da FICTS[344]
  - 2016 – Excellence Guirlande d’Honneur
- St. Louis Film Critics Association Award
  - 2015 – Miglior attore non protagonista per Creed – Nato per combattere[293]
- Taurus World Stunt Award
  - 2005 - Taurus Honorary Award
- Università di Miami
  - 2015 - Edward T. Foote II Alumnus of Distinction per gli straordinari successi personali o professionali che fanno onore e riconoscimento all'università
- Utah Film Critics Association Award
  - 1977 - Candidatura per il miglior attore protagonista per Rocky
  - 1977 - Candidatura per la miglior sceneggiatura per Rocky
  - 2015 - Candidatura per il miglior attore non protagonista per Creed - Nato per combattere[345]
- Vancouver Film Critics Circle Award
  - 2015 – Miglior attore non protagonista per Creed – Nato per combattere[293]
- Video Dealers Software Association
  - 2002 – Action Star of the Millennium per aver creato icone mitologiche come Rocky e Rambo
- Washington D.C. Area Film Critics Association Award
  - 2015 – Candidatura per il miglior attore non protagonista perCreed – Nato per combattere[346]
- World Boxing Hall of Fame
  - 2012 – Boxing Hall of Fame per aver creato e rappresentato il pugile icona del cinema[347]
- Writers Guild of America Award
  - 1977 – Candidatura per la miglior sceneggiatura per Rocky

### I primati
Stallone può vantare l'attribuzione di tre Guinnes World Records:
- Per aver ideato e partecipato al "franchise sportivo di maggior successo e più remunerativo della storia del cinema", grazie alla serie di Rocky,[348] che dal 1976 al 2010 ha guadagnato più di 1 miliardo e 251 milioni di dollari,[349] che col mercato home video supera i 3 miliardi di dollari.
- Per aver ideato e partecipato al "film sportivo che ha incassato di più nella storia del cinema" (Rocky IV).
- Per aver scritto e interpretato i film con più decessi. Nel 1988 ottiene il record con Rambo III, che conta 221 atti di violenza e 108 decessi. Ma John Rambo del 2008, riesce a battere il record grazie ai 236 decessi, con la media di due morti e mezzo ogni minuto.[35]

Stallone fu il primo a superare il tetto dei 15 milioni di dollari di salario, prendendone 16 per il film Rambo III nel 1988, e fu anche il primo a ottenere lo stipendio di 20 milioni per il film Daylight - Trappola nel tunnel nel 1996.

### Altri record cinematografici
- Sylvester Stallone, Orson Welles, Charlie Chaplin e Roberto Benigni sono gli unici nella storia degli Oscar ad aver ricevuto le candidature per miglior attore protagonista e per la miglior sceneggiatura originale nello stesso anno e per lo stesso film.[351]
- Stallone, Bing Crosby, Paul Newman, Peter O'Toole, Al Pacino e Cate Blanchett sono gli unici attori ad aver ricevuto due candidature per aver interpretato lo stesso personaggio a distanza di anni; Stallone stesso detiene il record della distanza tra le due pellicole che glielo hanno permesso, 39 anni tra Rocky (1976) e Creed - Nato per combattere (2015).[352]
- Nel 2021 Stallone diviene il primo e unico attore della storia del cinema ad aver debuttato direttamente in prima posizione (nei botteghini americani) per sei decenni consecutivi[353][354][355][356][357][358] (dal 1970 al 2020), con i seguenti film:
  - anni settanta: Rocky, Rocky II
  - anni ottanta: Rocky III, Rambo, Rambo 2 - La vendetta, Rocky IV, Cobra
  - anni novanta: Oscar - Un fidanzato per due figlie, Cliffhanger - L'ultima sfida, Demolition Man, Lo specialista, Cop Land
  - anni duemila: Driven
  - anni duemiladieci: I mercenari - The Expendables, I mercenari 2, Guardiani della Galassia Vol. 2
  - anni duemilaventi: The Suicide Squad - Missione suicida, Guardiani della Galassia Vol. 3
- Considerato insieme ad Arnold Schwarzenegger un'icona[359] dei film di azione degli anni ottanta e novanta, il sito AskMen.com l'ha posizionato al 3º posto nella classifica dei "più grandi attori d'azione del cinema".[360] mentre l'American Film Institute lo posiziona al 7º posto nella classifica dei 100 più grandi eroi del cinema. Nell'ottobre del 1997 la rivista Empire lo posiziona al 92º posto della lista delle "più grandi star del cinema di tutti i tempi".[361]

### Razzie Awards
Nel corso della sua carriera, Stallone ha ricevuto undici Razzie Awards su trentadue candidature: peggior attore nel 1984 (Nick lo scatenato), nel 1985 (Rocky IV e Rambo 2 - La vendetta), nel 1988 (Rambo III), nel 1992 (Fermati, o mamma spara) e nel 1994 (Lo specialista); peggior attore del decennio nel 1989, peggior attore del secolo nel 2000, peggior attore non protagonista nel 2003 (Missione 3D - Game Over) e nel 2024 (I mercenari 4 - Expendables); peggior regista (Rocky IV) e peggior sceneggiatore (Rambo II - La vendetta) nel 1986.
Alla 36ª edizione dei Razzie Awards, Stallone vince il Razzie Redeemer Award grazie alla sua performance in Creed - Nato per combattere (Creed), premio per riconoscere che vincitori e candidati del passato possono proseguire la loro carriera e dare ottime prove.

## Compensi
Stallone è stato uno degli attori più pagati di Hollywood: come dimostra l'aumento continuo dei suoi compensi, la sua notorietà va di pari passo con essi. Fu il primo a superare il tetto dei 15 milioni di dollari, ricevendone 16 per il film Rambo III nel 1988, e fu anche il primo a ottenere un compenso di 20 milioni per il film Daylight - Trappola nel tunnel.
Per il suo primo film da protagonista, il softcore Italian Stallion - Porno proibito, Stallone fu pagato 200 dollari, per soli due giorni di riprese. Successivamente, per il film Happy Days - La banda dei fiori di pesco, l'attore venne pagato con 25 T-shirt bianche e nessun contante, a causa dei problemi di produzione della pellicola. L'ultimo film prima del grande successo fu Anno 2000 - La corsa della morte, per il quale venne pagato 700 dollari.
La svolta arrivò col film Rocky che, oltre a dargli la notorietà e la fama che lo portarono a essere uno degli attori più importanti di Hollywood, valse a Stallone il suo primo vero compenso come interprete principale; per partecipare alla pellicola come attore e sceneggiatore, egli firmò un contratto di 23000 $, il minimo salariale previsto per legge per un contratto del genere. Per i film successivi, il suo compenso andò sempre aumentando: parte infatti dai 500000 $ per F.I.S.T. (150000 $ per scrivere la sceneggiatura e 350000 $ per interpretarlo), passando al milione per Rocky II, i 3,5 milioni per Rambo e i 7 per Rocky III, fino ad arrivare ai 10 milioni di dollari per Staying Alive, in cui è regista, sceneggiatore e produttore. Per girare Nick lo scatenato riceve 4 milioni, mentre per Rocky IV supera la decina di milioni e ne arriva a prendere 12. Successivamente, per Cobra e Over the Top percepisce 13 milioni di dollari. Nel 1988 Stallone fu il primo a superare il tetto dei 15 milioni di dollari per un film, arrivando a prenderne 16 per girare Rambo III. Nei successivi anni le spettanze di Stallone si fissano a 15 milioni di dollari, che l'attore riceve per girare Sorvegliato speciale, Tango & Cash, Rocky V, Oscar - Un fidanzato per due figlie, Cliffhanger - L'ultima sfida e Demolition Man. Successivamente, il compenso si abbassa a 12 milioni per il solo film Lo specialista, prima di tornare a 15 milioni nei successivi film Dredd - La legge sono io e Assassins. Per Daylight - Trappola nel tunnel percepisce 20 milioni, segnando il nuovo record per il compenso più alto percepito nella storia del cinema, con l'aggiunta della percentuale del 20% sugli incassi e sui diritti di riproduzione. Nel 1996, per partecipare al film Cop Land, Stallone firma un contratto di 60.000 dollari, minimo salariale previsto allora. Per il ruolo di doppiatore nel film Z la formica del 1998, Stallone ha lavorato gratuitamente.
Con La vendetta di Carter ritorna a percepire 20 milioni, che percepirà anche per i successivi Driven e D-Tox. Per scrivere e interpretare il film I mercenari (2010) Stallone viene pagato 18 milioni di dollari, mentre per I mercenari 2 del 2012 ne riceve 15, e per Jimmy Bobo - Bullet to the Head ne percepisce 12.
Nel 2013 percepisce 10 milioni per Escape Plan - Fuga dall'inferno e per scrivere e interpretare il terzo capitolo della serie degli Expendables, I mercenari 3, Stallone torna a percepire 15 milioni di dollari. Per il film Reach Me - La strada per il successo del 2014, Stallone lavora gratuitamente.
Nel 2023 Stallone percepisce un milione di dollari a episodio per la prima stagione di Tulsa King e 3 milioni per partecipare al film I mercenari 4 - Expendables. Per il film Armor del 2024 Stallone percepisce 3,5 milioni di dollari per una sola giornata di lavoro.

## La rivalità con Arnold Schwarzenegger

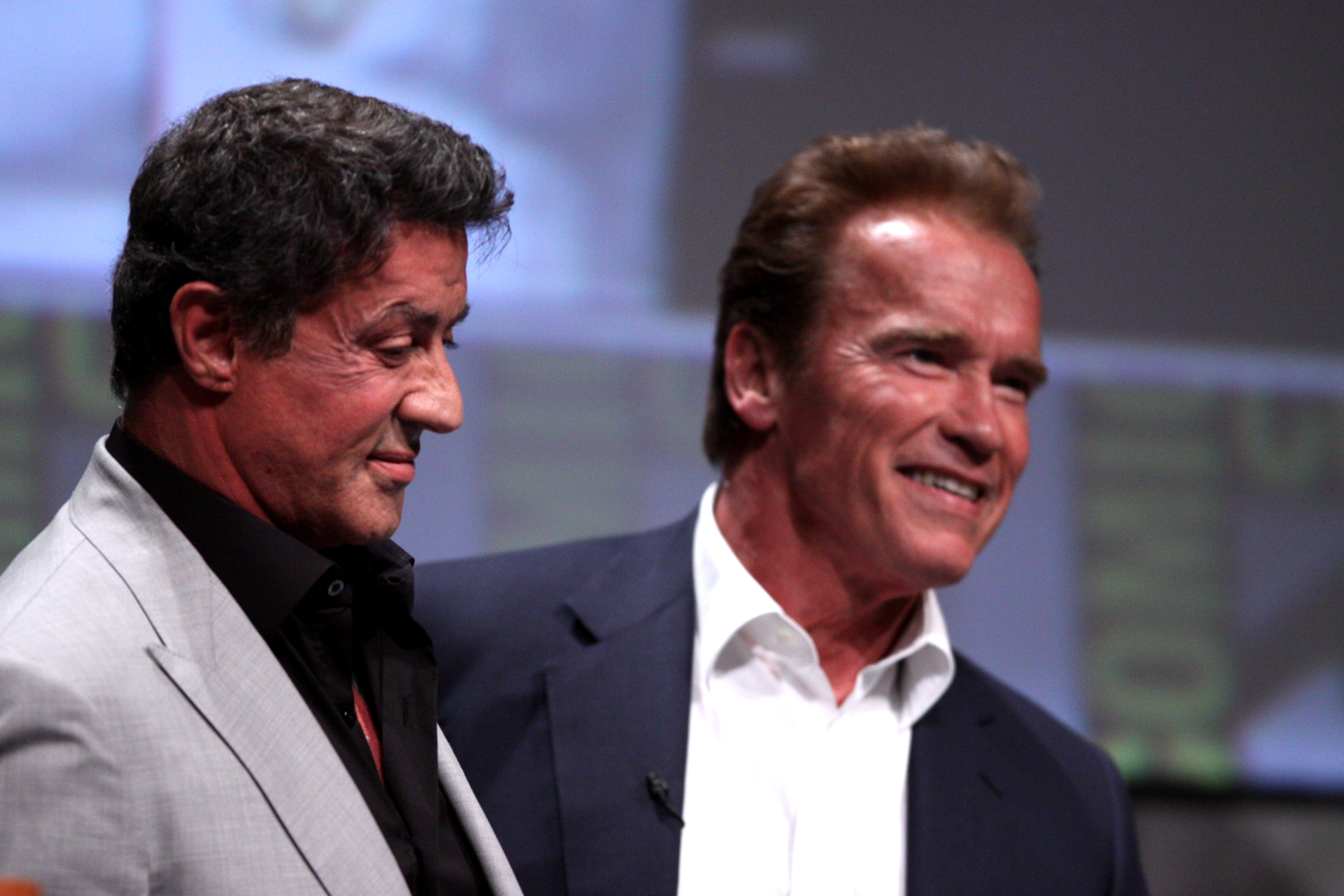
Sylvester Stallone con Arnold Schwarzenegger al San Diego Comic-Con International 2012

Arnold Schwarzenegger e Sylvester Stallone si incontrarono per la prima volta nel 1977, quando furono assegnati allo stesso tavolo ai 34esimi Golden Globe Awards. Il primo era nominato come esordiente dell'anno per Il gigante della strada, premio che vinse. Il secondo portava invece Rocky, che qualche mese dopo avrebbe trionfato agli Oscar, ma che quella sera vinse solo un premio dei sei per cui era candidato. Stallone ha raccontato in un'intervista con Variety come Schwarzenegger avesse passato la serata a prenderlo in giro dopo ogni sconfitta, al punto che, alla fine, quando Rocky vinse il premio come miglior film drammatico, Sly lanciò un mazzo di fiori in faccia al futuro governatore della California, dando di fatto il via a una vera e propria faida.
Quello fu un episodio scatenante, ma la faida tra i due era inevitabile anche a prescindere dal singolo evento. Entrambi erano iper-competitivi, puntavano sul proprio corpo per definire il proprio personaggio e volevano diventare la star di film d’azione di maggior successo. I due attori vissero un forte antagonismo. Ciascuno doveva avere il corpo più scolpito, doveva uccidere più persone sullo schermo e doveva avere armi più grosse. Anche grazie a questo antagonismo sfrenato l'action muscolare conobbe una enorme esplosione negli anni ottanta. La rivalità è andata avanti per molti anni, con episodi di astuzia e sotterfugi da entrambe le parti, si sono presi in giro reciprocamente nei film e attaccati a vicenda sulla stampa.
La rivalità però si è poi trasformata in una sincera e profonda amicizia negli anni novanta in occasione dell’investimento comune nel locale Planet Hollywood, che ha consentito una reciproca e fortunata scoperta. Schwarzenegger ha anche invitato Stallone per molteplici inaugurazioni durante il suo periodo come governatore della California. Stallone ha donato 15000 $ alla campagna di rielezione di Schwarzenegger nel 2005, come gesto di buona volontà. La coppia ha poi recitato insieme in vari film.
Stallone ha in più occasioni detto che Schwarzenegger alla fine è diventato il suo migliore amico e ha espresso la sua ammirazione per l'attore austriaco:
(Sylvester Stallone)

## Opere letterarie
- Taverna Paradiso, New York, Sonzogno, 1977.
- The Official Rocky Scrapbook, New York, Grosset & Dunlap, 1977. ISBN 978-0448144337
- Rocky II, New York, 1980.
- Sly Magazine, New York, 2005. ISSN 0-71049-51035-5
- Sly Moves: my proven program to lose weight, build strength, gain will power & live your dream, New York, Collins Living, 2005. ISBN 978-0-06-073787-0
- Introduzione a Edward Gross, Rocky: The Ultimate Guide, New York, Dk Pub, 2006. ISBN 978-1405320016
- Rocky. The Complete Films, Taschen, 2018, ISBN 978-3-8365-4999-8.[377][378]
- The Expendables Go to Hell - soggetto della graphic novel, Splatto Comics, 2021.

## Pittura
Collezionista d'arte, Stallone si dedica con un certo successo anche alla pittura surrealista. L'attore inizia a dipingere in gioventù, mentre frequenta l'American College in Svizzera.
Il 17 febbraio 2011 l'attore presenta la mostra Sylvester Stallone, 35 years of painting, una retrospettiva delle sue opere alla galleria Gmurzynska, a Sankt Moritz, in Svizzera, che dura fino al 16 marzo ed è accompagnata da un catalogo scritto da critici d'arte come Anthony Haden-Guest e Donald Kuspit.
Nell'ottobre del 2013 Stallone inaugura una serie di mostre intitolate Il celebre dipinto (Sylvester Stallone Art: 1975-2013 il nome della mostra dedicata a lui), al Museo russo di San Pietroburgo, partecipando con trentasei sue opere prodotte negli ultimi 40 anni, fedeli allo spirito impressionista ed espressionista. Il critico d'arte Iosif Kiblitski lo descrive come un artista per niente dilettante dicendo inoltre che "i lavori di Stallone si avvicinano ai disegni di Jean-Michel Basquiat, uno dei massimi pittori astratti contemporanei, le cui opere vengono vendute per milioni di dollari, perciò anche i disegni di Stallone hanno certamente un valore artistico".
Nel 2009 due suoi dipinti sono stati venduti alle cifre di 40,000 $ e 90,000 $, mentre ad oggi i suoi quadri sono venduti tra i 50,000 $ e 120,000 $.

## Attività commerciali
Nel corso della sua vita, Stallone ha preso parte a diverse attività commerciali e imprenditoriali, spesso grazie alla sua notorietà, nei più diversi tipi di commercio.

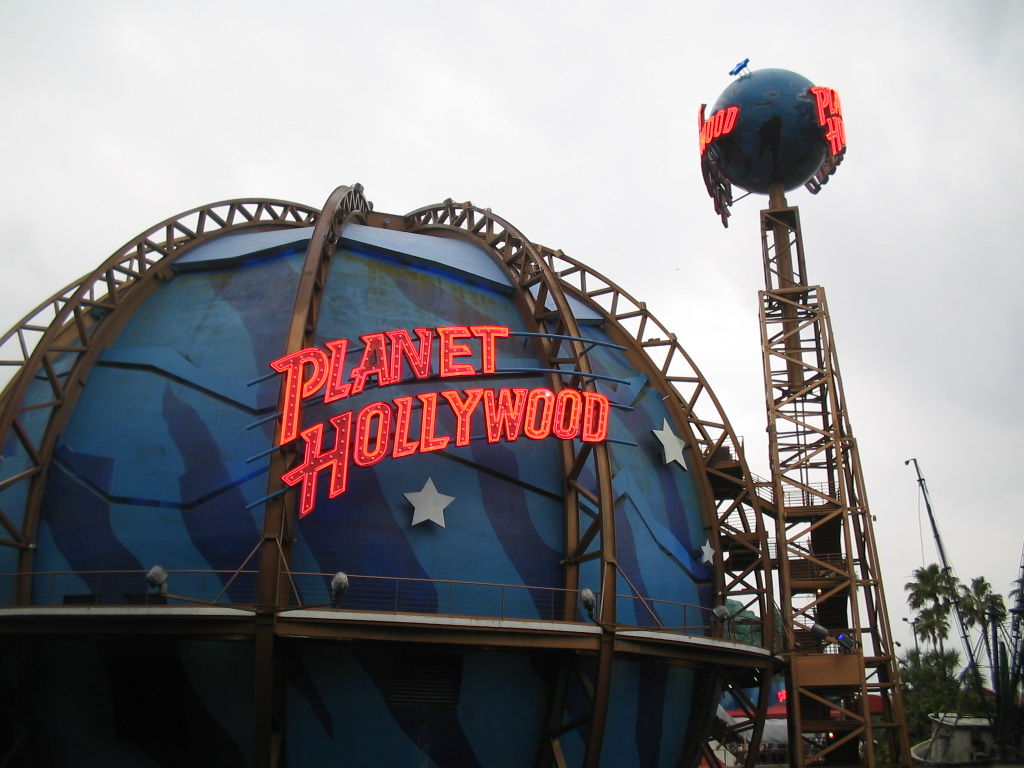
Planet Hollywood

- Negli anni ottanta Stallone avvia una compagnia di promozione per il pugilato, la Tiger Eye Productions, che aveva sotto contratto i campioni Sean O'Grady e Aaron Pryor.[391]
- Il 22 ottobre 1991 viene lanciata a New York la catena di ristoranti a tema cinematografico Planet Hollywood, appoggiata da star del cinema che sostengono l'azienda con piccole quote. Stallone, insieme agli amici Bruce Willis, Demi Moore e Arnold Schwarzenegger sono i primi a far parte dell'attività. Nel corso degli anni la catena si diffonde in tutto il mondo, fino al crollo delle azioni e al fallimento della società. Gli attori successivamente vendono le quote e l'azienda riparte negli anni 2000.[392][393]
- Nel marzo 2004 l'attore annuncia il lancio di una linea di integratori alimentari di nome Instone. I prodotti sono ispirati alla stessa vita atletica di Stallone, che per i suoi film si è sempre dovuto tenere in forma fisica perfetta. La presentazione ufficiale della linea avviene a Columbus (Ohio, USA) durante l'Arnold Classic, evento di bodybuilding ideato da Schwarzenegger. I prodotti offrono proteine di alta qualità, bassa percentuale di carboidrati e una serie di nutrienti essenziali che non si trovano nella maggior parte dei prodotti simili.[394]

(Sylvester Stallone)
- Negli anni, Stallone scrive romanzi e libri. Dopo il romanzo Taverna Paradiso del 1977, l'attore pubblica una rivista che prende il suo nome, nasce così Sly Magazine, mensile che tratta di attività fisica e allenamenti. Il primo numero viene pubblicato nel marzo 2005.[395]

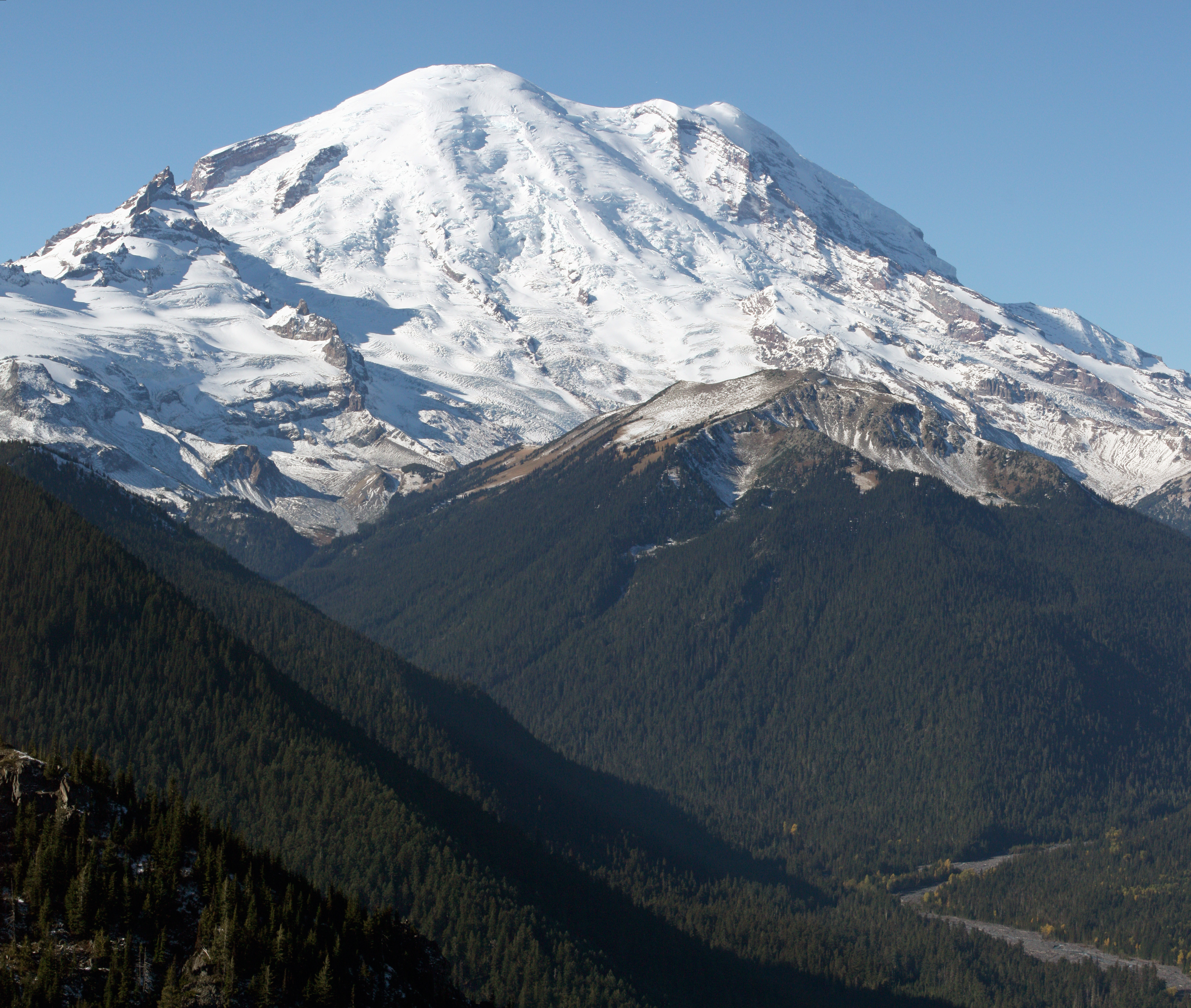
Il Monte Rainier

- Nel gennaio 2006, Sylvester Stallone dà il suo nome ad un'acqua che viene messa sul mercato col nome di SLY Pure Glacial Water (pura acqua glaciale). Questa acqua proviene direttamente dal ghiacciaio Carbon Glacier del Monte Rainier, nello Stato di Washington (USA), che avvolge un vulcano attivo, così da essere l'unico ghiacciaio al mondo in cui l'acqua si scioglie man mano che si sale d'altitudine. Da qui proviene l'acqua purissima, perché il ghiaccio è congelato da circa 10000 anni e una volta sciolto non contiene sostanze inquinanti. Non viene utilizzato nessun processo di purificazione chimica, né di distillazione o ionizzazione od osmosi inversa. Il prodotto viene distribuito sul mercato a partire dal marzo 2006.[396][397]

(Sylvester Stallone)
- Durante la sua carriera, Stallone partecipa a svariati spot televisivi di prodotti vari, soprattutto per la tv giapponese negli anni novanta.[36] Nel 2002 partecipa allo spot della Citterio per la tv italiana e nel 2008 sponsorizza un'auto Volkswagen nella tv brasiliana.[36] Appare anche in molti videoclip delle canzoni scelte per le colonne sonore dei suoi film.[36]
- Nel mese di marzo 2011, l'attore annuncia una linea di abiti maschili da far debuttare nel 2014. Inizierà così la nuova avventura nel mondo della moda. La linea avrà il nome Stallone e sarà divisa in due filoni: gentlemen e ribelle, rifacendosi allo stile dei suoi più famosi personaggi Rocky e Rambo. La linea comprenderà anche accessori e biancheria intima.[398]
- Nel dicembre 2011 Stallone diviene ambasciatore del marchio di penne stilografiche di lusso Montegrappa,[399] per la quale l'attore disegna una penna e degli orologi, la cui serie prende il nome Chaos, distribuiti in pochi pezzi da collezione. Per disegnare la penna, l'attore prende spunto da artisti come Antonio del Pollaiolo e Battista Franco, oltre che al suo film I mercenari - The Expendables del 2010. La penna presenta dettagliati disegni di rettili, teschi e spade, il tutto adornato da pietre preziose.[400] La penna appare successivamente nel film I mercenari 2 (2012), tra le mani dello stesso Stallone.
- Nel settembre 2016 Stallone, insieme a tante altre star di Hollywood e dello sport, diventa uno dei finanziatori del gruppo di proprietà dell'Ultimate Fighting Championship, celebre organizzazione di arti marziali miste statunitense.[401]
- Dedito alla beneficenza, l'attore ha partecipato a raccolte fondi per varie iniziative in tutto l'arco della sua carriera.[402] Appoggia annualmente diverse cause contro malattie rare o comuni, come la Canadian Diabetes Association[403] e il Pediatric Epilepsy Project assieme ad altre celebrità.[404] Dopo la scoperta della malattia del secondogenito, diede vita anche ad una fondazione per la ricerca contro l'autismo, la Stallone Fund for Autism Research, tuttora attiva.[405] Dagli anni ottanta aiuta la società no-profit United Way of America che cerca fondi e aiuti soprattutto per i bambini meno fortunati.[406]

## Doppiatori italiani
Nelle versioni in italiano delle opere in cui ha recitato, Sylvester Stallone è stato doppiato da:
- Massimo Corvo in Cliffhanger - L'ultima sfida (ridoppiaggio), Driven, D-Tox, Avenging Angelo, Shade - Carta vincente, Missione 3D - Game Over, Rocky Balboa, John Rambo, I mercenari - The Expendables, I mercenari 2, Jimmy Bobo - Bullet to the Head, Escape Plan - Fuga dall'inferno, Il grande match, I mercenari 3, Creed - Nato per combattere, This is Us, Guardiani della Galassia Vol. 2, Escape Plan 2 - Ritorno all'inferno, Creed II, Escape Plan 3 - L'ultima sfida, Rambo: Last Blood, Samaritan, Tulsa King, Guardiani della Galassia Vol. 3, I mercenari 4 - Expendables, The Family Stallone, Arnold, Sly, Armor
- Ferruccio Amendola in Fuga senza scampo, Taverna Paradiso, Rocky II, I falchi della notte, Fuga per la vittoria, Rocky III, Rambo, Nick lo scatenato, Terrore in sala, Rambo 2 - La vendetta, Rocky IV, Cobra, Over the Top, Rambo III, Sorvegliato speciale, Tango & Cash, Rocky V, Oscar - Un fidanzato per due figlie, Fermati, o mamma spara, Cliffhanger - L'ultima sfida, Demolition Man, Lo specialista, Dredd - La legge sono io, Assassins, Daylight - Trappola nel tunnel, Hollywood brucia, La vendetta di Carter
- Gigi Proietti in Rocky, F.I.S.T.
- Carlo Marini in Porno proibito
- Antonio Fattorini in Kojak
- Flavio Bucci in Happy Days - La banda dei fiori di pesco
- Luciano De Ambrosis in Prigioniero della seconda strada
- Carlo Sabatini in Quella sporca ultima notte
- Vittorio Di Prima in Muppet Show
- Claudio Sorrentino in Cop Land
- Francesco Pannofino in Taxxi 3
- Michele Gammino in Las Vegas
- Sergio Troiano in Reach Me - La strada del successo
- Mario Bombardieri in Backtrace
- Roberto Draghetti in Anno 2000 - La corsa della morte (ridoppiaggio)
- Carlo Petruccetti in Muppet Show (ridoppiaggio)
- Enzo Consoli in Anno 2000 - La corsa della morte (doppiaggio 1975)

Da doppiatore è sostituito da:
- Massimo Corvo ne Il signore dello zoo, Ratchet & Clank
- Ferruccio Amendola in Z la formica
- Maurizio Di Girolamo in Mortal Kombat 11
- Luca Ward in The Suicide Squad - Missione suicida